# Politique étrangère de l'Arménie
La politique étrangère de l'Arménie regroupe l'ensemble des liens diplomatiques entretenus par la République d'Arménie depuis son indépendance de l'Union soviétique le 21 septembre 1991.
Depuis son indépendance, l'Arménie a maintenu une politique équilibriste en essayant d'avoir de bonnes relations avec la Russie et l'Iran d'une part et l'Occident d'autre part, notamment les États-Unis et l'Union européenne.

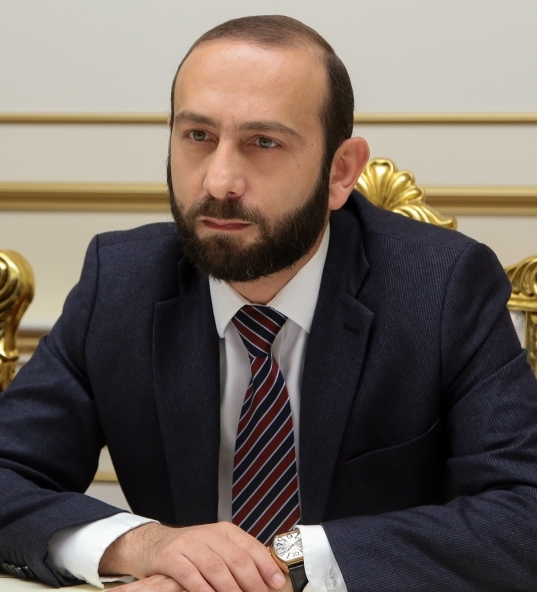
Ararat Mirzoian, Chef de la Diplomatie arménienne depuis le 19 août 2021.

Très enclavée du fait d'une absence totale d'accès à la mer, l'isolement géographique de l'Arménie est accentué par la fermeture de deux de ses frontières terrestres avec la Turquie et l’Azerbaïdjan. Les tensions accrues entre l'Arménie et ces deux pays frontaliers concernent le génocide arménien perpétré par les Ottomans à partir de 1915 et la souveraineté du Haut-Karabagh disputée avec l'Azerbaïdjan.
Les relations internationales de l'Arménie sont souvent influencées par le parti pris des gouvernements étrangers sur la question de la souveraineté du Haut-Karabagh, et sur la reconnaissance politique du génocide arménien. La Russie, principal allié historique de l'Arménie, se pose traditionnellement en médiateur dans la guerre du Haut-Karabagh opposant les deux anciennes républiques soviétiques. Néanmoins, la Russie est aussi régulièrement accusée de bénéficier de ce conflit en profitant de son rôle d'arbitre pour accroître son influence sur ses deux anciens états satellites,, et en exportant des armes aux deux pays en guerre,.
Enfin, les relations internationales de l'Arménie sont largement influencées par l'importante diaspora arménienne estimée à plus de 8 millions d'individus (descendants de réfugiés pendant le génocide arménien), soit 2 à 3 fois plus que le nombre d'habitants recensés en Arménie (un peu plus de 3 millions),. En effet, l'Arménie entretient traditionnellement de bonnes relations avec les États dont les populations comptent d'importantes communautés arméniennes, notamment la Russie (plus de 2 millions), les États-Unis (1,5 million), la France (500 000), et certains pays du Moyen-Orient, principalement l'Iran, le Liban et la Syrie.
L'Arménie est membre de plus de trente-cinq organisations internationales, comme l'Organisation des Nations unies, le Conseil de l'Europe, la Communauté des États indépendants, l'Union économique eurasiatique, ainsi que l'Organisation du traité de sécurité collective.
Le ministre des Affaires étrangères de l'Arménie est Ararat Mirzoian depuis 2021.

## Chronologie des relations

### La Première République d'Arménie
La République Démocratique d'Arménie a été fondée le 28 mai 1918, puis a été intégrée à l'Union soviétique le 29 novembre 1920.

### Période soviétique
L'Arménie est intégrée à l'URSS de 1920 jusqu'à sa dislocation en 1991, sous le nom de République socialiste soviétique d'Arménie. Entre 1922, l'Arménie fusionne avec l’Azerbaïdjan et la Géorgie pour former la République socialiste fédérative soviétique de Transcaucasie, dissoute en 1936.

### Depuis l'indépendance
L'Arménie déclare son indépendance de l'Union soviétique la 21 septembre 1991, devenant la République d'Arménie.
Depuis lors, l'Arménie à une série de guerres face à son voisin de l'est l’Azerbaïdjan à propos du Haut-Karabagh, entre 1988 et 1994, en avril 2016 en juillet 2020, puis entre septembre et novembre 2020, qui aboutissent à la prise de contrôle de ce territoire disputé par l’Azerbaïdjan. À la suite de la perte des trois quarts des territoires de ce territoire de 11 430 km2, une normalisation des relations diplomatiques entre l'Arménie et la Turquie est envisagée, alors que le contrôle arménien du Haut-Karabagh en était le principal obstacle pour la Turquie alliée de l’Azerbaïdjan.
Parallèlement, la politique étrangère arménienne est définie par la recherche de la « complémentarité », l’Arménie s’efforçant de maintenir un équilibre stratégique entre son partenariat de sécurité avec la Russie et son intérêt à approfondir les liens avec l’Europe et l’Occident. L'Arménie est un membre-fondateur de l'Organisation du traité de sécurité collective créée le 7 octobre 2002 regroupant avec l'Arménie la Biélorussie, le Kazakhstan, le Kirghizistan, la Russie, et le Tadjikistan, qui a déployé en janvier 2022 des forces au Kazakhstan confronté à des émeutes. En 2004, l'Arménie, bien que non francophone, adhère également à l'Organisation internationale de la francophonie, dont elle organise le sommet à Erevan en octobre 2018.

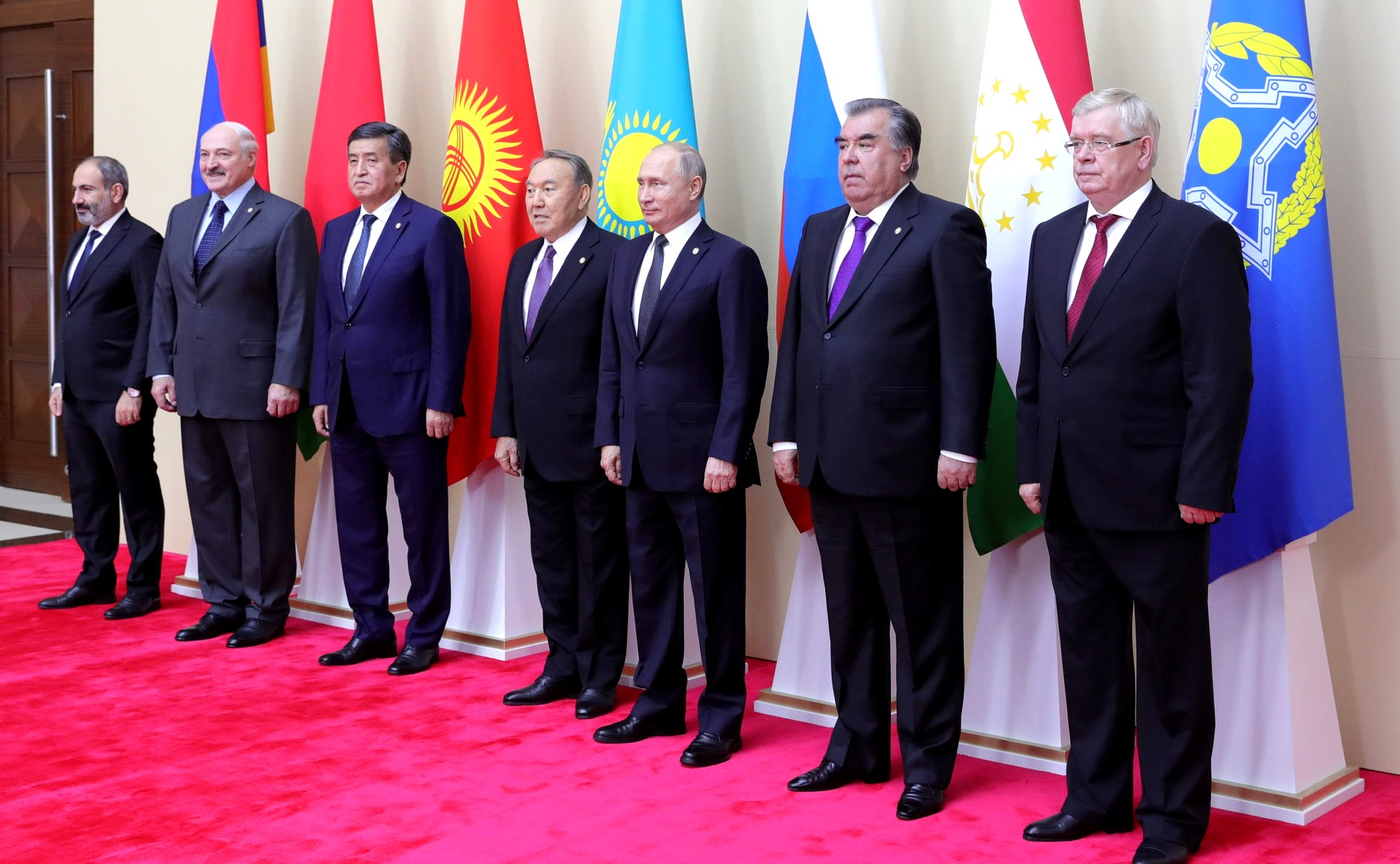
Chefs d'État des pays membres de l'Organisation du traité de sécurité collective lors du sommet de cette organisation en novembre 2018

Mais ses multiples affrontements armés avec l'Azerbaïdjan montrent les limites de cette politique en mettant en exergue la dépendance sécuritaire arménienne à l'égard de la Russie, obligeant Erevan à aligner sa politique étrangère sur celle de Moscou, alors même que l'OTSC est impuissante à soutenir militairement l'Arménie. Lors de l’invasion russe de l’Ukraine en février 2022, l’Arménie est confrontée au lourd dilemme, de répondre aux attentes de Moscou en matière de loyauté, sans pour autant soutenir son agression contre l’Ukraine.
En mars 2022, le président arménien Vahagn Khachaturyan, déclare dans la foulée de son élection : « Notre région doit devenir une plate-forme de coopération Nous devons établir des relations amicales avec nos voisins, vivre en paix et développer notre pays dans le cadre de cette logique. ».
Selon le chercheur et journaliste Tigrane Yégavian, si la première guerre du Haut-Karabakh avait les apparences d’un conflit territorial et de décolonisation (le Haut-Karabakh cherchant à s’émanciper du double joug azéri et soviétique), la donne s'est complexifiées depuis la reprise du conflit en 2020. Au conflit arméno-azérie se greffent désormais deux conflits par procuration, l'un entre Russes (côté arménien) et Turcs (côté azéri), l'autre entre Iraniens (côté arménien) et Israël (côté azéri). À noter que ces pays sont aussi adversaires en Syrie où ils se livrent à une guerre par procuration, la Russie et l'Iran dans le camp du régime, la Turquie et Israël dans le camp de l'opposition armée. L'Arménie, de son côté, peine à résoudre le dilemme entre sa souveraineté chèrement acquise, et sa sécurité qui risquerait de l'inféoder de nouveau à son puissant voisin russe, dont le chef d'État Vladimir Poutine rêve de reconstituer la zone d'influence de l'Union soviétique. En décembre 2022, Tigrane Yegavian fait le bilan des trente ans de l'indépendance de l'Arménie en écrivant : « Entourée d'ennemis mortels et de faux amis, l'Arménie a voulu fuir le réel pendant trente ans. Elle va devoir composer avec lui si elle entend rester sur la carte. ».
Le 19 septembre 2023, une attaque brève mais massive de l'Azerbaïdjan dans le Haut-Karabagh, lancée à la suite de près de plusieurs mois de blocus de l'enclave, pousse cette dernière à la reddition. Plus de 100 000 Arméniens habitant dans le Haut-Karabagh évacuent ce territoire dont l'Azerbaïdjan reprend officiellement le contrôle.
En mars 2025, la diplomatie arménienne annonce que l'accord de paix avec son voisin, l'Azerbaïdjan, était « prêt à être signé », quelques heures après que son homologue azérie ait annoncé que les négociations étaient sur le point d'être conclues. Ces deux ennemis de longue date se rapprochent alors que chacun voit ses relations fortement détériorées avec la Russie voisine et médiatrice historique dans leur conflit : Erevan à cause de la passivité de Moscou lors de l'attaque azéri un an et demi avant, et Bakou à cause du crash du vol Azerbaijan Airlines 8243 abattu par erreur par un missile russe Pantsir en décembre 2024. En août, les chefs d'État arménien et azerbaïdjanais annoncent officiellement leur engagement à cesser définitivement tout conflit, à ouvrir les relations commerciales et diplomatiques et à respecter la souveraineté et l'intégralité territoriale de leur voisin. Cette accord de paix historique annoncé depuis la Maison-Blanche en présence du président américain Donald Trump dont la médiation est saluée, marque un virage pro-américain officiellement prs par les deux anciennes républiques soviétiques. La France, l'Allemagne, le Royaume-Uni, la Turquie, et l'Iran, ainsi que plusieurs organisations internationales comme l'Union européenne et l'OTAN, se félicitent de cet accord. La création d'une zone de transit reliant l'Azerbaïdjan à son enclave du Nakhitchevan est annoncée avec le nom de « Voie Trump pour la paix et la prospérité internationale » (TRIPP, son acronyme en anglais).

## Relations avec l'ex-Union soviétique

### Relations avec la Russie
Selon les dernières estimations, plus de 2 millions d'Arméniens habitent en Russie, contre un peu plus de 3 millions en Arménie. Moscou est à la fois le principal client de Erevan avec 28 % de ses exportations en 2019, et son principal fournisseur avec 27 % de ses importations en 2019.

#### Historique des relations
Pendant plusieurs siècles, les ambitions expansionnistes de l'Empire russe sur l'Empire ottoman ont été largement justifiées par le pouvoir russe par une nécessité de protéger l'importante communauté orthodoxe de l'Empire ottoman. Entre le XVIe et XIXe siècles, plus d'une dizaine de guerres éclatent entre les deux Empires, contribuant largement au déclin de l'Empire ottoman ainsi qu'aux revendications indépendantistes de ses communautés chrétiennes.

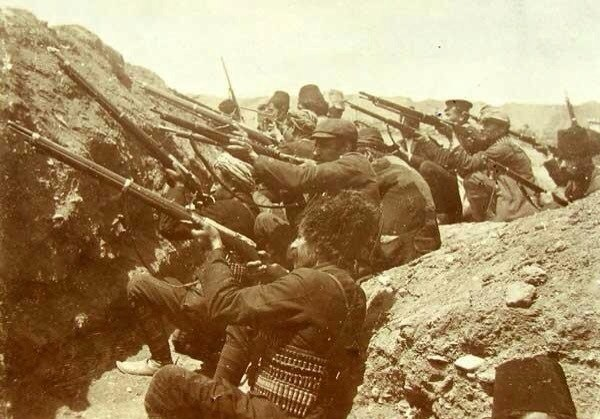
Ligne de défense arménienne pendant le siège de Van.

À la veille de la Première Guerre mondiale, la plupart des communautés orthodoxes de l'Empire ottoman ont pris leurs indépendances (la Grèce en 1829, et les Balkans après le congrès de Berlin en 1878), à l'exception des Arméniens.
Lorsque la Première Guerre mondiale éclate, les deux empires s'affrontent de nouveau lors de la campagne du Caucase, au cours de laquelle des volontaires arméniens se battent aux côtés des forces russes. En 1915, le siège de la ville arménienne de Van par les troupes ottomanes est un épisode marquant du génocide arménien, l'un des rares cas où les Arméniens se sont battus contre les forces armées turques. L'intervention de l'armée russe force les troupes ottomanes à se retirer, mais à la suite de la révolution russe de 1917, les troupes russes quittèrent la ville et l'armée ottomane en reprit le contrôle jusqu'à la fin de la Première Guerre mondiale.
Par le traité de Sèvres, la ville fut ensuite brièvement incorporée à la première République d'Arménie en 1920. Mais la guerre d'indépendance turque amputa par la suite l'Arménie de la moitié de son territoire, dont la ville de Van qui fut intégrée à la République de Turquie. Affaiblie, l'Arménie est intégrée à l'Union soviétique après la prise d'Erevan par les bolcheviks le 2 décembre 1920.

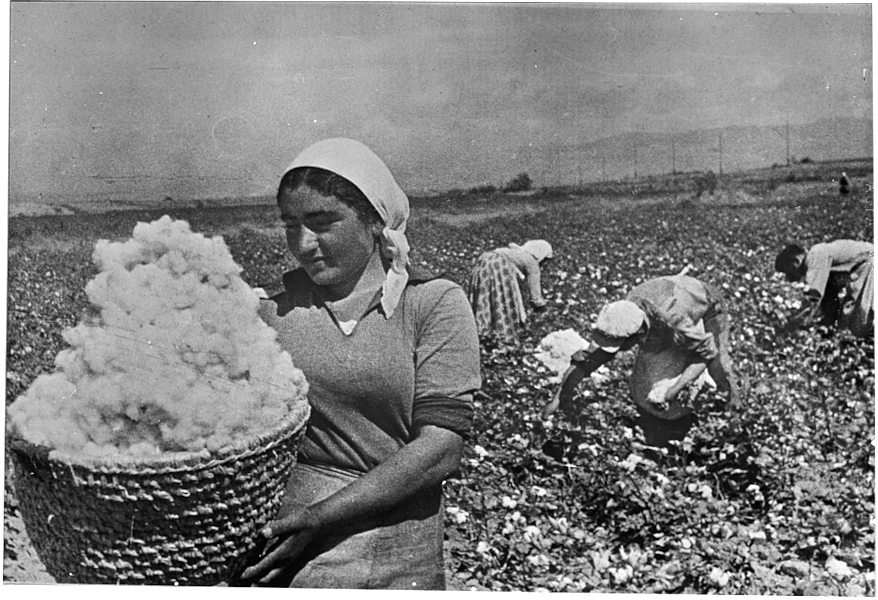
Récolte de coton en République socialiste soviétique d'Arménie, dans les années 1930

Pour l'Arménie, l'époque soviétique est très difficile économiquement, jusqu’à la mort de Staline en 1953, après laquelle l’agriculture, favorisée par un climat propice, et l’industrie (surtout l’extraction de matières premières) se développent considérablement.
La libéralisation du régime soviétique sous Mikhaïl Gorbatchev permet la mise en place de l’Union pour l’autodétermination nationale en 1987. Le 23 août 1990, plus d’un an avant la chute de l’URSS, l’Arménie déclare sa souveraineté par rapport à l’Union soviétique, sous l’influence notable de Levon Ter-Petrossian. La République d’Arménie proclame officiellement son indépendance le 21 septembre 1991 et élit son nouveau président, Ter-Petrossian, le 16 octobre.

#### Relations entre la Russie et l'Arménie indépendante
Depuis son indépendance en 1991, l’Arménie a gardé des relations étroites avec la Russie, son indispensable partenaire dans la région, notamment au sein de la Communauté des États indépendants fondée en 1991 et regroupant la plupart des anciennes Républiques soviétiques. Les années suivantes, et particulièrement depuis la première guerre du Haut-Karabagh la protection de la population arménienne de cette région rend l'Arménie, désormais enclavée, tributaire d'une alliance de plus en plus asymétrique avec la Russie.
L'Arménie rejoint en 2012 l'Organisation du traité de sécurité collective (dont elle est membre fondateur) et l'Union économique eurasiatique en octobre 2014, deux organisations réunissant des ex-Républiques soviétiques. En 2014, Erevan a apporté son soutien au rattachement,de la péninsule ukrainienne de Crimée à la Russie, qualifié d'annexion par les Occidentaux.
Sur le volet militaire, les relations entre l'Arménie et la Russie sont régies par un accord de coopération militaire qui court jusqu’en 2059, et prévoit la protection de toutes les zones frontalières en Arménie par l'armée russe. L'Arménie accueille une base militaire russe à Gyumri, et met une partie d'une base militaire arménienne à Erevan à la disposition de la Russie. Le 21 novembre 2013, le gouvernement arménien donne son feu vert à l’élargissement de la présence militaire russe son territoire, incluant le déploiement de 18 hélicoptères de combat russes supplémentaires, ainsi que des missiles balistiques Iskander-M. et la modernisation de 16 avions de combat MiG-29 stationnés en Arménie. La Russie a de nouveau renforcé son implantation à Gyumri en 2015, en y déployant sept hélicoptères MI-24 et MI-8 supplémentaires.
Sur le plan énergétique, l'Arménie couvre environ 80 % de ses besoins en gaz par des importations de Russie, qui fournit également le combustible de la seule centrale nucléaire du pays, la centrale de Metsamor.
En 2017, afin de réduire sa dépendance au gaz russe, le gouvernement arménien s'est fixé dans une feuille de route énergétique un objectif de 8 % de la consommation d'énergie couverte par les énergies renouvelables d'ici 2021. Ce plan prévoit d'améliorer l'utilisation du potentiel du solaire au pays estimé à 3 000 mégawatts, soit l'équivalent de plus de deux réacteurs nucléaires de nouvelle génération.

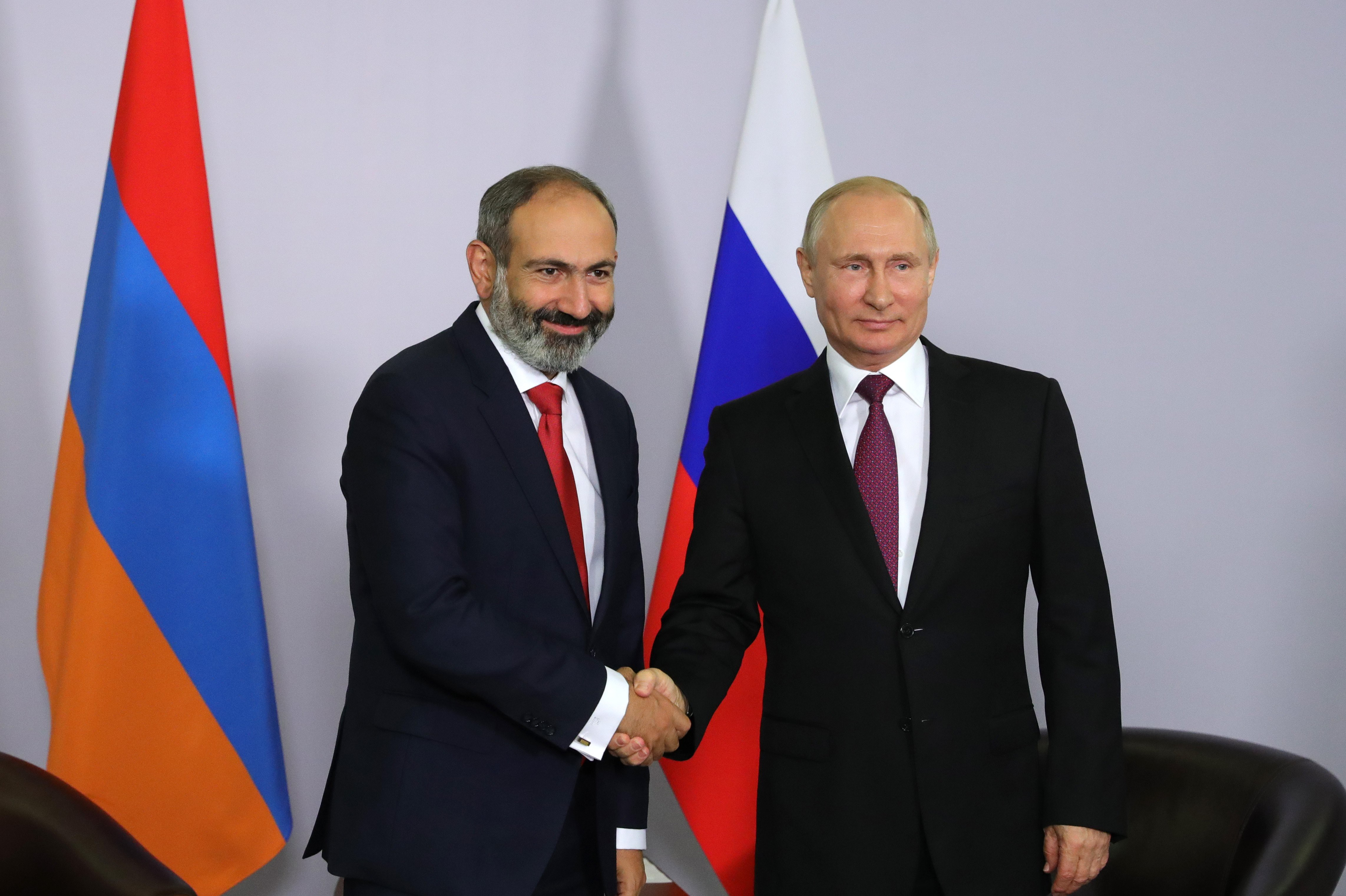
Nikol Pachinian, tout juste devenu Premier ministre arménien, rencontre le président russe Vladimir Poutine le 14 mai 2018.

En mai 2018, le journaliste et opposant politique Nikol Pachinian est élu Premier ministre d'Arménie, marquant une rupture forte après plusieurs années de gouvernance de l'Arménie par des chefs d'État inféodés à la Russie. Après avoir dans un premier temps critiqué la Russie, souhaitant que son pays sorte de l'Union eurasiatique, Nikol Pachinian s'est ensuite engagé à maintenir de bonnes relations avec les Russes, insistant sur les liens fraternels qui unissent les deux pays.
En novembre 2020, à la suite de la reprise pendant six semaines de la guerre au Haut-Karabagh entre l'Arménie et l’Azerbaïdjan, la Russie, qui n'intervient pas pendant le conflit, participe à son règlement en parrainant l'accord mettant fin aux hostilités, et en envoyant une force d'interposition de 2000 soldats sur la ligne de front.
Mais cette force n'empêche pas plusieurs affrontements d'avoir lieu tout au long des années 2021 et 2022 entre les armées arméniennes et azéries. Selon le chercheur Tigrane Yegavian, la force d'interposition envoyée par Moscou prend le prétexte de défendre les populations civiles, pour faire pression sur les deux pays du Caucase et les obliger à revenir dans sa zone d'influence. De fait, le Karabakh serait devenu une « sorte de protectorat russe » à l’instar de la Transnistrie en Moldavie.
En février 2022, l'invasion ruse de l'Ukraine place l'Arménie dans une position délicate, tiraillée entre une attente de fidélité de la part de son protecteur historique, et l'impossibilité de soutenir une odieuse agression largement condamnée par la communauté internationale. Face à ce dilemme, le gouvernement de Nikol Pachinian s’appuie sur une politique tactique de « silence stratégique », visant à ne faire que le minimum pour ne pas défier Moscou, mais sans afficher de soutien.
En septembre 2022, l'agressions de l’Azerbaïdjan envers l'Arménie qui fait environ 300 morts montre que l'armée russe, enlisée en Ukraine, n'est plus en mesure de jouer son rôle de protecteur pour l'Arménie, alors que c'est une intervention diplomatique américaine, et non russe, qui permet de mettre fin ce conflit. Cette impuissance de la Russie à protéger l'Arménie, ainsi que l'arrivée en Arménie reçoit de nombreux réfugiés ukrainiens fuyant les exactions de l'armée russe, ainsi que des opposants russes fuyant la mobilisation décrétée par Vladimir Poutine, contribuent à faire changer significativement l'opinion publique arménienne à l'égard de la Moscou. De plus en plus d'Arméniens appellent à sortir de cette relation de dépendance envers la Russie et l'Organisation du traité de sécurité collective, pour se rapprocher de l'Union européenne et des États-Unis. Mais ces derniers n'ayant pas proposé d’aide militaire directe malgré la visite de Nancy Pelosi, l’Arménie est contrainte de continuer son jeu d’équilibriste politique.
En octobre, le président russe Vladimir Poutine, soucieux de réaffirmer son influence dans le Caucase, organise un sommet Arménie-Azerbaïdjan à Sotchi, dans le sud de la Russie. Les chefs d'État de ces deux pays ne se rencontrent pas directement, mais s'entretiennent à tour de rôle avec le président russe. Selon le Kremlin, ces discussions portent les « questions de la reconstruction et de l’économie, ainsi que le transport », tandis que Nikol Pachinian se déclare prêt à prolonger le mandat des soldats russes déployés dans le Haut Karabagh pour « dix, quinze, ou vingt ans ». Dans une déclaration commune adoptée à l'issue du sommet, les chefs d'État arménien et azéri s'engagent à « ne pas recourir à la force », ainsi qu'à « régler tous les litiges uniquement sur la base de la reconnaissance de la souveraineté mutuelle et de l'intégration territoriale ». Ils soulignent également « l'importance des préparatifs actifs à la conclusion d'un accord de la paix entre l'Azerbaïdjan et l'Arménie afin d'assurer une paix durable et à long terme dans la région ». Le président russe déclare espérer une normalisation des relations entre les deux États. Vladimir Poutine se rend le 23 novembre à Erevan pour assister au sommet annuel Organisation du Traité de Sécurité Collective.
En début d'année 2023, la passivité des soldats russes pendant le blocus du Haut-Karabagh exaspère le gouvernement et la population arménienne, plongeant la confiance envers Moscou à un niveau historiquement bas en Arménie. En avril 2024, après la défaite définitive de l'Arménie dans la guerre du Haut-Karabagh, l'armée russe évacue ce territoire. Moscou garde néanmoins une base militaire de 3 000 soldats en Arménie, où sont aussi présents ses gardes-frontières.

### Relations avec les autres anciennes républiques soviétiques
Entre 1922, l'Arménie fusionne avec l’Azerbaïdjan et la Géorgie pour former la République socialiste fédérative soviétique de Transcaucasie, dont la capitale était Tbilissi, actuelle capitale géorgienne. En 1936, la nouvelle Constitution russe divise la Fédération soviétique de Transcaucasie, rendant leurs autonomies relatives aux trois républiques soviétiques qui restent néanmoins fédérées au sein de l'URSS jusqu'à son effondrement.

#### Relations avec l’Azerbaïdjan
L'Azerbaïdjan et l'Arménie ont respectivement déclaré leurs indépendances 30 août et la 21 septembre 1991, soit à moins d'un mois d'intervalle, alors que l'éclatement de l'URSS est officialisé en décembre 1991.
La frontière qui sépare l'Arménie et l’Azerbaïdjan, d'une longueur totale de 787 km, est constituée de deux parties distinctes :
- le segment principal entre les deux pays mesure 566 km et est situé à l'est de l'Arménie.
- le deuxième segment de 221 km restant est situé au sud de l'Arménie et la sépare du Nakhitchevan, une enclave azerbaïdjanaise frontalière de la Turquie, séparée du reste du pays.

Soldats arméniens dans le Haut-Karabagh en 1994.

Depuis 1988, les deux États s'opposent dans la guerre du Haut-Karabagh, territoire majoritairement peuplé d'Arméniens dont la souveraineté est revendiquée par les deux pays. À noter que des combats avaient déjà eu lieu pour le contrôle de ce même territoire en mai 1918, entre les deux républiques éphémères à la suite de la dislocation de l'Empire ottoman, avant leurs intégrations à l'Union soviétique. Le 16 mai 1994, un cessez-le-feu est signé à Moscou, mais aucun armistice ne met véritablement fin au conflit. À la suite d'une victoire militaire arménienne, le Haut-Karabagh est rattaché de facto à l'Arménie provoquant l'exode de près de 800.000 Azéris, mais la communauté internationale le reconnaît toujours comme faisant partie de l’Azerbaïdjan.
Cette situation géopolitique est lourde de conséquences pour l'enclave du Nakhitchevan séparée du reste de l’Azerbaïdjan. Toutes les voies terrestres transitant par l'Arménie étant fermées, ses habitants azéris ne peuvent rejoindre Bakou que par avion. Cette situation affecte aussi les enclaves azerbaïdjanaises situées en territoire arménien (Barkhudarli, Ashagi Askipara, Yukhari Askipara et Karki) et la seule enclave arménienne en territoire azerbaïdjanais (Artsvashen), qui sont toutes contrôlées par les pays à l'intérieur desquels elles sont situées. En 2014, l'Arménie lance la construction d'un mur sur la frontière séparant les régions de Tavuch en Arménie et Qazax, en Azerbaïdjan, séparant encore davantage ces enclaves des pays dont elles font officiellement partie.
Parallèlement, l'Azerbaïdjan, riche en ressources énergétiques et proche de la Turquie membre de l'OTAN, parvient à devenir un partenaire indispensable de l'Union européenne, des États-Unis et d'Israël, contribuant à sa montée en puissance militaire et à isoler davantage l'Arménie. En avril 2016, les hostilités entre les deux pays frontaliers reprennent pendant quatre jours sur la ligne de front du Haut-Karabagh, faisant près de 110 morts dans les deux camps. En juillet 2020, les hostilités reprennent de nouveau pendant trois jours le long de la frontière, faisant 16 morts dans les deux camps.
En octobre 2020, les hostilités reprennent avec une intensité jamais vue depuis 1994, faisant des centaines de morts de part et d'autre. Au terme d'un conflit de six semaines, un armistice est signé le 10 novembre sous médiation de la Russie, et l'Arménie, défaite, est contrainte de céder le contrôle de la majeure partie du Haut-Karabagh à l'Azerbaïdjan. Cette reprise du conflit entraine par ailleurs des affrontements entre communautés arméniennes et azéris à l'étranger, notamment à Los Angeles, Moscou, et Lyon. Néanmoins, une partie de la population arménienne est autorisée à y rester (tandis que ceux qui évacuent brûlent leurs maisons), et 2000 soldats russes sont déployés pour assurer leur sécurité et surveiller l'application du cessez-le-feu.

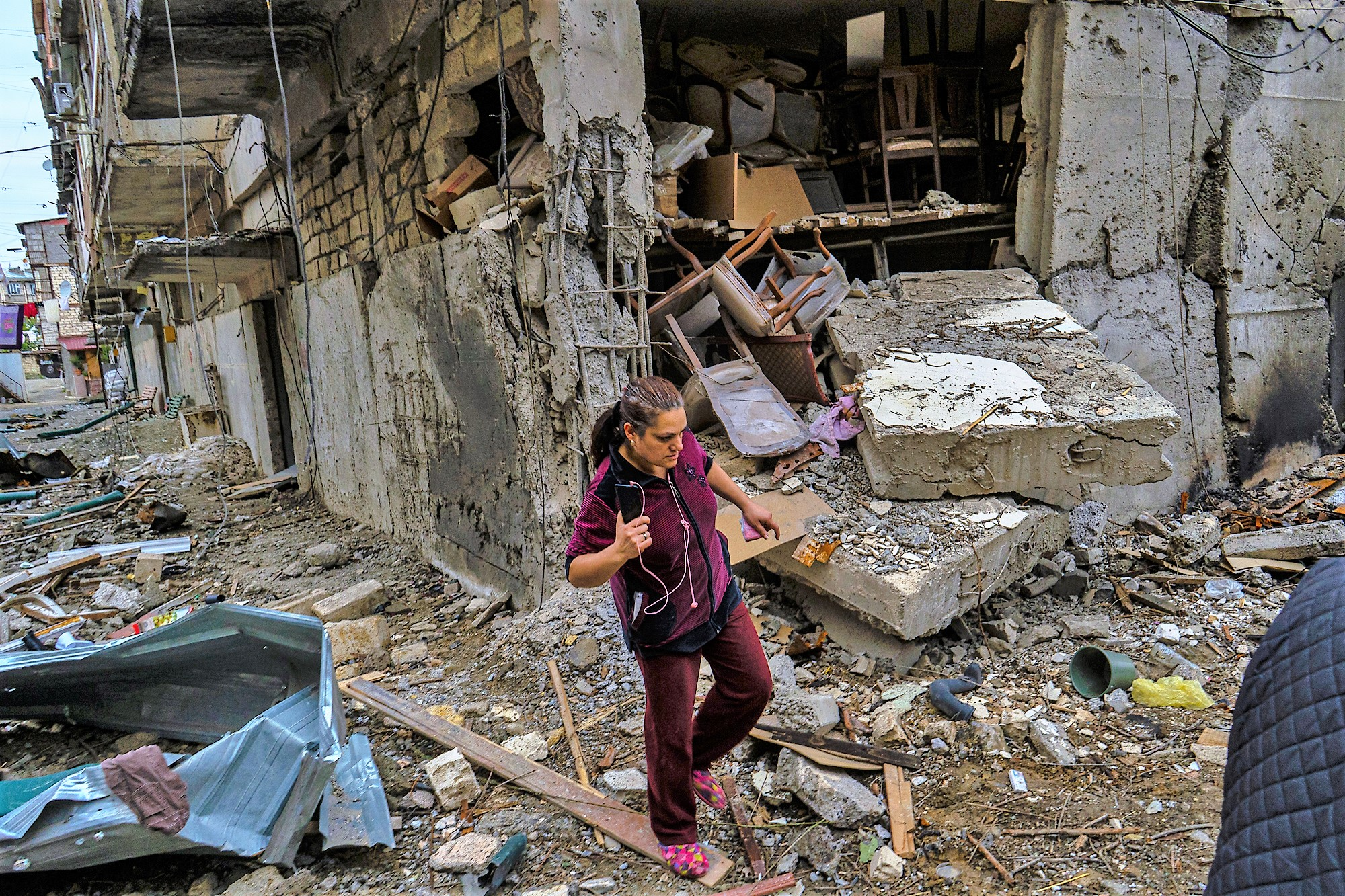
En 2020, habitations en République d'Artsakh, détruit par les bombardements de l'Azerbaïdjan.

Le 11 janvier 2021, deux mois après la fin de la guerre, les chefs des deux États Nikol Pachinian et Ilham Aliyev se rencontrent à Moscou à l’invitation de président russe Vladimir Poutine qui souhaite les inciter à bâtir une paix durable après une période des conflits récurrents depuis 30 ans. Il s’agissait pour les trois dirigeants de revenir sur l’article 9 de l’accord de paix, qui annonce la liberté de circulation dans la région, afin de relier Bakou au Nakhitchevan et Erevan à la Russie d'une part et à la ville turque de Kars. Les voies de communication envisagées traverseraient l'Arménie et l'Azerbaïdjan, un tel réseau pouvant réactiver des voies ferroviaires datant de l'Union soviétique, complétées par de nouvelles constructions.

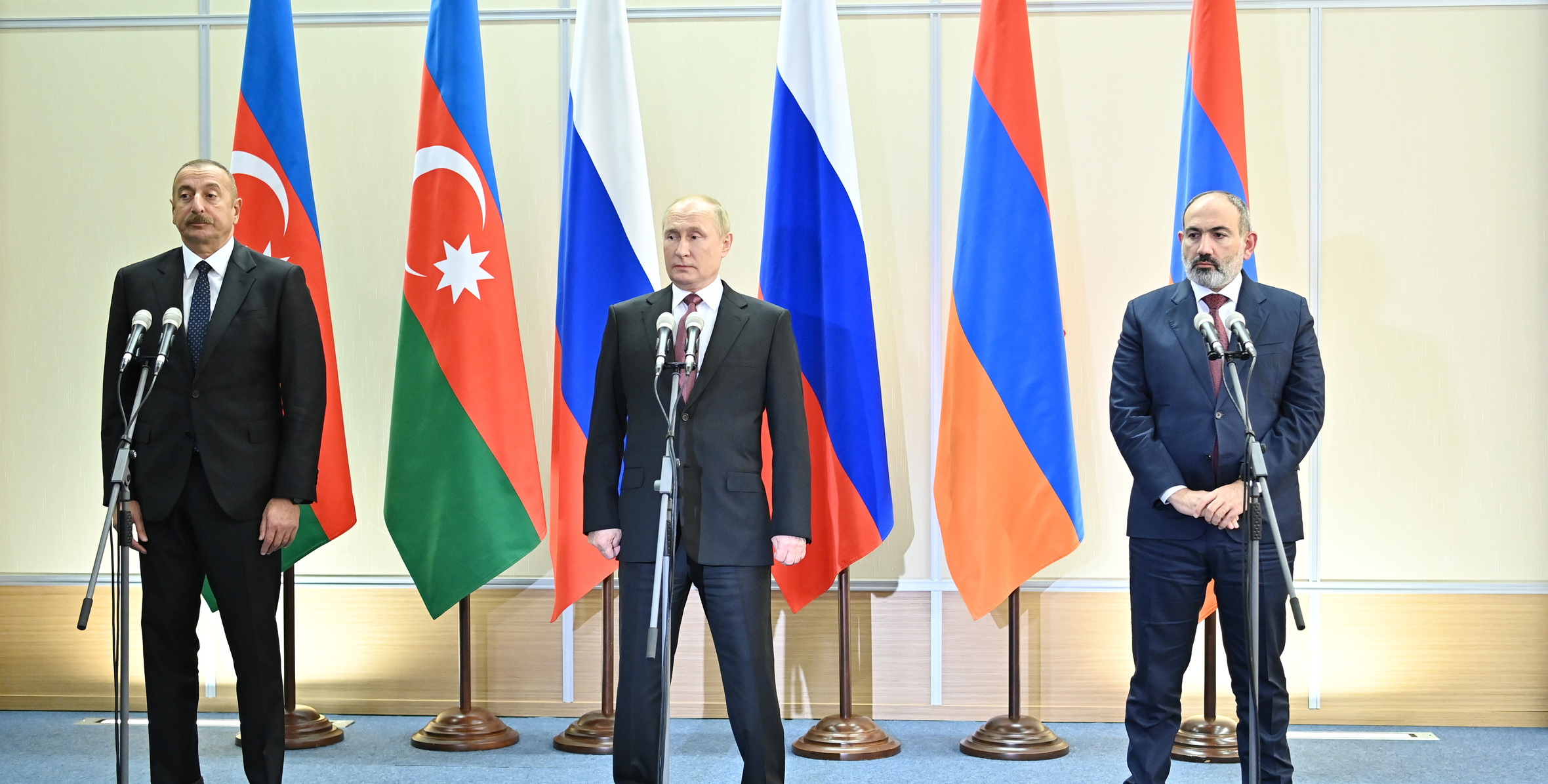
Le président azerbaïdjanais Ilham Aliyev, le président russe Vladimir Poutine et le Premier ministre arménien Nikol Pachinian lors d'une conférence de presse après une réunion tripartite à Sotchi en novembre 2021.

En dépit des incertitudes de ce projet ferroviaire (notamment son coût élevé et son acception sociale par les populations), celui-ci est comparé à la Communauté européenne du charbon et de l’acier qui permet en 1952 à la France et à l’Allemagne de poser les bases de la construction européenne.
En mars 2022, l'Azerbaïdjan profite du fait que l'attention internationale soit focalisée sur la guerre russo-ukrainienne et l'invasion de l'Ukraine par la Russie en 2022 dans laquelle l'armée russe, principale protectrice de l'Arménie, est mobilisée, pour tenter de « grignoter » davantage le territoire restant du Haut-Karabagh échappant encore à son contrôle. Plusieurs tentatives d'incursion de l'armée azerbaïdjanaise font trois morts du côté arménien, mais celle-ci renonce après que la Russie ait dénoncé cette violation. En avril, une rencontre entre les chefs d'État arménien et azerbaïdjanais est organisée à Bruxelles sous médiation de l'Union européenne, en présence du président du Conseil européen Charles Michel.
À la suite de ces pourparlers, la diplomatie arménienne annonce qu'un accord a été obtenu pour mettre en place une commission bilatérale sur les questions de délimitation de la frontière, et cette commission sera notamment chargée d’assurer la sécurité et la stabilité le long de la frontière. De son côté, le ministère azéri des Affaires étrangères annonce que des travaux sont en cours pour commencer les négociations de paix, tandis que Charles Michel déclare que « le président Aliev et le Premier ministre Pachinian ont tous les deux exprimé leur volonté d’avancer rapidement vers un accord de paix ». Le 22 mai, les chefs d'État des deux pays se rencontrent de nouveau à Bruxelles sous médiation de l'Union européenne, et conviennent de faire avancer les discussions sur le futur traité de paix régissant leurs relations bilatérales.
En juillet, les ministres des Affaires étrangères de l'Arménie et de l'Azerbaïdjan Ararat Mirzoian et Djeyhoun Baïramov se rencontrent Tbilissi, capitale de la Géorgie, marquant leurs premiers pourparlers directs depuis la guerre de 2020. Lors de cette rencontre, M. Mirzoïan souligne « l'importance d'une résolution politique du conflit au Karabakh afin de bâtir une paix durable dans la région », tandis que M. Baïramov demande « le retrait des forces armées de l'Arménie hors du territoire de l'Azerbaïdjan », une allusion aux régions du Karabakh encore contrôlées par les arméniens. Malgré les difficultés du processus de normalisation, les diplomates s'engagent à poursuivre le dialogue direct entre leurs deux pays.

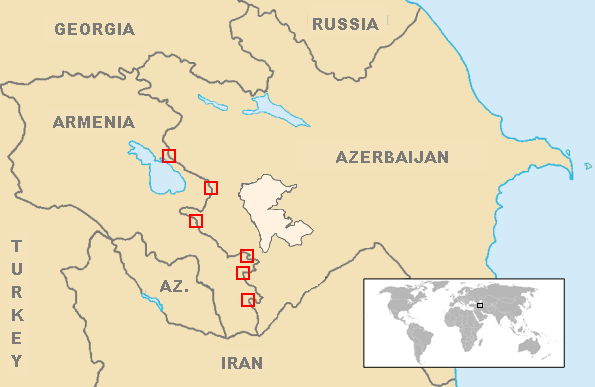
Points d’affrontements armés le long de la frontière entre l'Arménie et Azerbaïdjan en septembre 2022.

En septembre toutefois, l’Azerbaïdjan lance une campagne de bombardements massifs le long de la frontière entre les deux pays, profitant de la faiblesse de l'armée russe, en grande difficulté sur le front ukrainien, supposée s'interposer entre les deux pays. Pendant deux jours, les échanges de tirs font près de 300 morts dans les deux camps. Ces derniers baissent en intensité à la suite de plusieurs interventions diplomatiques de la France, la Russie, les États-Unis et l'ONU. En octobre, malgré ces violents affrontements et leur bilan élevé, les ministres des Affaires étrangères arménien et azéri se rencontrent de nouveau à Genève pour reprendre les négociations de paix.
Le 31 de ce mois, le président russe Vladimir Poutine, soucieux de réaffirmer son influence dans le Caucase, organise un sommet Arménie-Azerbaïdjan à Sotchi, dans le sud de la Russie. Les chefs d'État de ces deux pays ne se rencontrent pas directement, mais s'entretiennent à tour de rôle avec le président russe. Selon le Kremlin, ces discussions portent les « questions de la reconstruction et de l’économie, ainsi que le transport », tandis que Nikol Pachinian se déclare prêt à prolonger le mandat des soldats russes déployés dans le Haut Karabagh pour « dix, quinze, ou vingt ans ». Dans une déclaration commune adoptée à l'issue du sommet, les chefs d'État arménien et azéri s'engagent à « ne pas recourir à la force », ainsi qu'à « régler tous les litiges uniquement sur la base de la reconnaissance de la souveraineté mutuelle et de l'intégration territoriale ». Ils soulignent également « l'importance des préparatifs actifs à la conclusion d'un accord de la paix entre l'Azerbaïdjan et l'Arménie afin d'assurer une paix durable et à long terme dans la région ». Le président russe déclare espérer une normalisation des relations entre les deux États.
En décembre 2022, un groupe de manifestants azerbaïdjanais se présentant comme des militants écologistes bloque le corridor. Selon Erevan, ces militants seraient en fait envoyés par Bakou. Ce blocage entraîne la mise sous blocus du Haut-Karabagh. Le lendemain, l'Azerbaïdjan interrompt l'approvisionnement en gaz du Haut-Karabagh depuis l'Arménie, avant de le rétablir le 16 décembre.
En février 2023, le Premier ministre arménien Nikol Pachinian annonce avoir remis au gouvernement azéri un projet de traité de paix visant à mettre un terme au conflit entre les deux pays.
Le 19 septembre 2023, une attaque brève mais massive de l'Azerbaïdjan dans le Haut-Karabagh, lancée à la suite de près de plusieurs mois de blocus de l'enclave, pousse cette dernière à la reddition. À la différence de la guerre de 2020, l'Arménie consciente du déséquilibre du rapport de force et qu'aucune aide ne viendra de de la Russie enlisée dans la guerre d'Ukraine, décide de ne pas intervenir et d'acter de la victoire de son ennenmi. Plus de 100 000 Arméniens habitant dans le Haut-Karabagh évacuent ce territoire dont l'Azerbaïdjan reprend officiellement le contrôle, mettant fin au conflit qui durait depuis plus de trente ans.
À l'instar de la guerre de 2020, cette victoire azérie, bien que désastreuse pour l'Arménie permet à la suite du cessez-le-feu, de ré-envisager des négociations de paix. Alors que l’Azerbaïdjan ne peut plus évoquer le droit international pour légitimer une offensive envers son voisin, l'Arménie consciente qu'elle ne peut pas inverser le rapport de force, renonce officiellement aux territoires disputés entre les deux pays. Après avoir rejeté des propositions de médiations européenne et américaines en jugeant ces acteurs trop favorables à Erevan, le gouvernement azéri accepte finalement au mois de décembre 2023 de s'engager dans un processus de normalisation. Ce processus donne lieu à une déclaration commune des deux États le 8 décembre, qui s'engagent à « des mesures concrètes visant à renforcer la confiance et ont réaffirmé » et réaffirment leur « intention de normaliser leurs liens et de signer un accord de paix ». Fait notable et inhabituel, la Turquie, alliée inconditionnel de Bakou, salue cette déclaration et déclare souhaiter le plus tôt possible un accord de paix entre les deux pays. Après ce communiqué, 32 prisonniers arméniens sont échangés contre deux militaires azerbaïdjanais. Mais en parallèle, Bakou continue de de contester l’autorité d'Erevan sur plusieurs villages arméniens qu’il considère comme azerbaïdjanais dans les régions de Tavouch et d'Ararat, et de réclamer un corridor passant par le territoire arménien de Zanguezour pour relier son territoire principal à son exclave de Nakhitchevan. Tandis qu’Erevan demande l'enclave d'Artsvashen, située en territoire azerbaïdjanais, ainsi que les zones conquises par l'Azerbaïdjan au cours des trois dernières années et qui se trouvent à l'intérieur des frontières arméniennes. 
En avril 2024, le président azerbaïdjanais Ilham Aliev assure qu'un accord de paix avec l'Arménie est « plus proche que jamais » et seuls des «  détails » restent à régler, après que les deux pays aient commencé à délimiter leur frontière commune. Les deux gouvernements acceptent également une proposition du Kazakhstan d'accueillir la prochaine réunion de leurs chefs de la diplomatie. Son homologue Nikol Pachinian qualifie les efforts de délimitation de la frontière de « changement significatif sur le terrain », car ces pays « ont désormais une frontière et non plus une ligne de contact, ce qui est un signe de paix ». En froid avec Moscou, le Premier ministre arménien annonce également que les gardes-frontières russes, déployés dans la région depuis 1992, seraient remplacés par des militaires arméniens qui travailleront en coopération avec les azéris. En septembre 2024, Nikol Pachinian déclare à la tribune de l'ONU qu'un accord de paix avec l’Azerbaïdjan était « à portée de main », et se dit prêt à consentir à une demande clé de son voisin, assurer les liaisons de Bakou, son exclave du Nakhitchevan et la Turquie via le territoire arménien. Malgré sa supériorité économique et militaire, l’Azerbaïdjan, hôte de la COP29, fait l'objet d'une attention internationale croissante et a intérêt à pacifier ses relations avec son voisin pour améliorer sa réputation. Fin janvier 2025, Nikol Pachinian affirme que la majeure partie de l'accord de paix avec l'Azerbaïdjan avait été conclu, et que quelques différents restaient encore à régler. Le 13 mars, la diplomatie arménienne annonce que l'accord de paix avec son voisin, l'Azerbaïdjan, était « prêt à être signé », quelques heures après que son homologue azérie ait annoncé que les négociations étaient sur le point d'être conclues. En août, les chefs d'État arménien et azerbaïdjanais annoncent officiellement leur engagement à cesser définitivement tout conflit, à ouvrir les relations commerciales et diplomatiques et à respecter la souveraineté et l'intégralité territoriale de leur voisin. La création d'une zone de transit reliant l'Azerbaïdjan à son enclave du Nakhitchevan est annoncée avec le nom de « Voie Trump pour la paix et la prospérité internationale », alors que la médiation du président américain semble avoir été décisive pour conclure cette paix. 

#### Relations avec la Géorgie
L'Arménie et la Géorgie sont séparés par une frontière de 164 km et partagent des liens socio-culturel et des relations étroites après l'éclatement de l'URSS. Les relations entre les deux États sont d'une importance particulière pour l'Arménie pour qui la Géorgie est un point de passage obligé dans ces échanges avec la Russie.
La Géorgie offre à l'Arménie sa liaison terrestre, ainsi que le passage à proximité de Tbilissi d'un gazoduc entre Vladikavkaz et Erevan. Des communautés arméniennes, mais aussi azéries, résident dans le sud de la Géorgie où leur cohabitation est plutôt paisible, et parfois marquée par des métissages, malgré les affrontements réguliers entre leurs deux pays d'origine.
L'Arménie a été fortement affectée par la fermeture des frontières entre la Géorgie et la Russie entre 2006 et 2009, en raison de fortes tensions entre les deux pays qui ont culminé avec la deuxième guerre d'Ossétie du Sud en 2008.
Le 2 mars 2020, le Premier ministre arménien Nikol Pachinian reçoit le ministre géorgien de la Défense Irakli Gharibachvil. Les deux hommes d'État s'entretiennent sur la coopération arméno-géorgienne en matière sécuritaire.et la mise en place d'un programme de coopération bilatérale pour la défense en 2020. Le lendemain, Nikol Pachinian se rend en Géorgie où il est accueilli par la Présidente géorgienne Salomé Zourabichvili, qui déclare apprécier hautement la qualité des relations amicales entre les deux pays et vouloir donner un nouvel essor au développement et au renforcement des relations.
En juillet 2022, Tbilissi accueille une rencontre entre les ministres des Affaires étrangères de l'Arménie et de l'Azerbaïdjan Ararat Mirzoïan et Djeyhoun Baïramov destinée à poursuivre le processus de paix entre l'Arménie et l’Azerbaïdjan.

#### Relations avec le Kazakhstan
L'Arménie et le Kazakhstan sont tous les deux membres de l’Organisation du traité de sécurité collective, une alliance militaire réunissant d'anciennes républiques soviétiques dominée par la Russie. Les deux pays ont chacun une ambassade chez l’autre. En septembre 1999, le président arménien Robert Kotcharian effectue une visite officielle au Kazakhstan, tandis qu'en mai 2001, c'est le président kazakh Noursoultan Nazarbaïev qui effectue une visite officielle en Arménie.
En janvier 2022, dans le contexte d'importantes manifestations anti-gouvernementales au Kazakhstan, le Premier ministre arménien Nikol Pachinian annonce l'envoi d'un contingents de 70 soldats arméniens au sein de l'Organisation du traité de sécurité collective pour aider le gouvernement kazakh à protéger les infrastructures.
En 2024, le Kazakhstan propose d'accueillir les pourparlers de paix entre l'Arménie et l'Azerbaïjan.

#### Relations avec le Kirghizistan
L'Arménie et le Kirghizistan sont tous les deux membres de l’Organisation du traité de sécurité collective, une alliance militaire réunissant d'anciennes républiques soviétiques dominée par la Russie.

#### Relations avec le Tadjikistan
L'Arménie et le Tadjikistan sont tous les deux membres de l’Organisation du traité de sécurité collective, une alliance militaire réunissant d'anciennes républiques soviétiques dominée par la Russie.

#### Relations avec le Biélorussie
L'Arménie et la Biélorussie sont tous les deux membres de l’Organisation du traité de sécurité collective, une alliance militaire réunissant d'anciennes républiques soviétiques dominée par la Russie.

#### Relations avec l'Ukraine
En raison de sa forte dépendance sécuritaire à l'égard de Moscou, Erevan a apporté son soutien au rattachement de la péninsule ukrainienne de Crimée à la Russie, et n'a pas condamné l'invasion russe de l'Ukraine en 2022. Néanmoins, l'année suivante, l'inaction de la Russie pendant le blocus du Haut-Karabagh exaspère le gouvernement et la population arménienne, poussant Erevan à se distancer de Moscou notamment au sujet de l'invasion de l'Ukraine, qui par ailleurs tourne au fiasco pour l'armée russe.
En septembre 2023, la journaliste Anna Hakobian, épouse de Nikol Pachinian, se rend à Kiev pour participer à une rencontre des premières dames et premiers gentlemen organisée par Olena Zelenska, la femme du président ukrainien Volodymyr Zelensky, sur des questions humanitaires.

## Relations avec les pays européens et occidentaux
Depuis la fin de la guerre froide, l'Arménie entretient de bonnes relations avec la plupart des pays occidentaux, mais l'enclavement de ce pays, notamment lié à la fermeture de sa frontière avec la Turquie, limite les possibilités d'échanges commerciaux. En outre, la politique étrangère de l'Arménie est régulièrement alignée avec celle de la Russie, parfois au prix d'importantes divergences avec l'Occident, comme sur leurs positions vis-à-vis de l'Iran, de la Syrie, ou sur la rattachement de la Crimée à la Russie.
L'Arménie est membre du Conseil de l'Europe depuis 2000.

### Relations avec l'Union européenne
L'Arménie fait partie des pays visés par la politique européenne de voisinage, formulée par la Commission européenne en mars 2003. Cette politique vise pour l'UE à améliorer ses relations avec les pays riverains n'entrant pas dans une procédure d'adhésion, et favoriser la coopération sur des thèmes tels que la sécurité, la stabilité et le développement économique.
En septembre 2013, à la surprise générale, l'Arménie décide de renoncer à signer un accord d'association avec l'Union européenne, préférant rejoindre l'Union économique eurasiatique lancée par Moscou. La Russie a aussitôt exonéré l'Arménie du droit de douane de 30 % sur ses achats de pétrole et lui a offert des tarifs préférentiels pour ses achats de gaz.

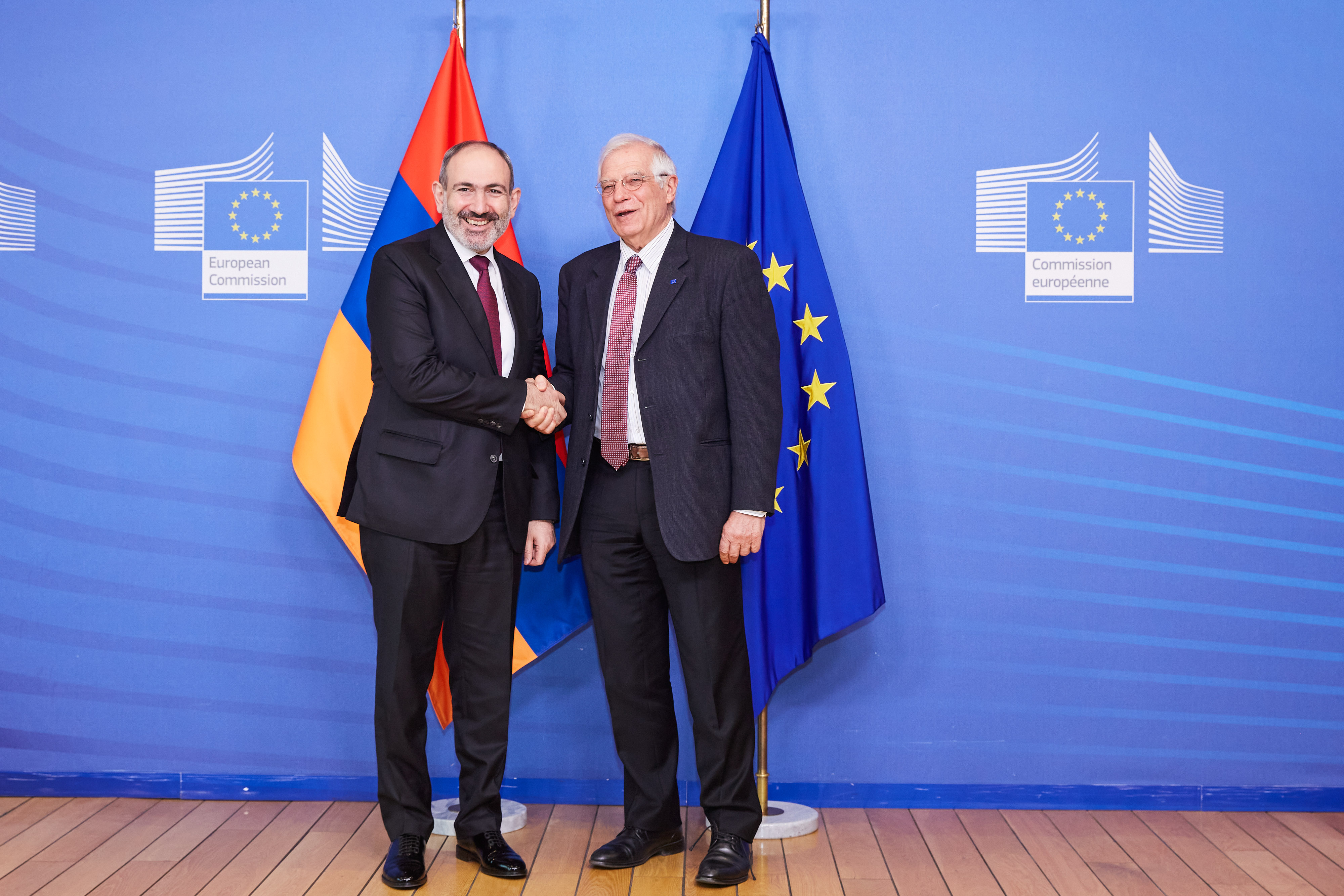
Rencontre entre Nikol Pachinian et le représentant de l'Union européenne pour les affaires étrangères Josep Borrell à la Commission européenne.

En 2018, sur à la révolution arménienne, la cheffe de la politique étrangère de l’UE, Federica Mogherini, a exprimé son « soutien total » au programme de réformes du nouveau gouvernement arménien.
En mars 2021, un accord de partenariat global et renforcé entre l’Union européenne et l’Arménie (ACPE) entre en vigueur. Celui-ci fournit un cadre permettant à l’UE et à l’Arménie de travailler ensemble dans un large éventail de domaines : renforcement de la démocratie, de l’État de droit, création d’emplois et de débouchés commerciaux, amélioration de la législation, de la sécurité publique, de l’environnement, ainsi que de l’éducation et des possibilités de recherche.
En octobre 2022, à la suite de la reprise pendant deux jours des affrontements entre l'Arménie et l’Azerbaïdjan, l'Union européenne annonce l'envoie d'une mission civile dans le Caucase pour « contribuer aux commissions de délimitation des frontières » entre les deux pays.
En mars 2024, le ministre arménien des Affaires étrangères évoque une possible candidature de l'Arménie à l'Union européenne, tout en faisant l'éloge des liens entre son pays et le vieux continent.

#### Relations avec la France
Les sociétés françaises et arméniennes entretiennent de longue date des relations fortes. Parmi les événements historiques illustrant ces relations, on peut citer l'exil en France du dernier roi d'Arménie, Léon VI de Lusignan (1342-1393), enseveli à la basilique de Saint Denis, et le rôle de protecteur des chrétiens de l'Empire ottoman revendiqué par la France depuis l'alliance franco-ottomane signée en 1530 par François 1er et Soliman le Magnifique.

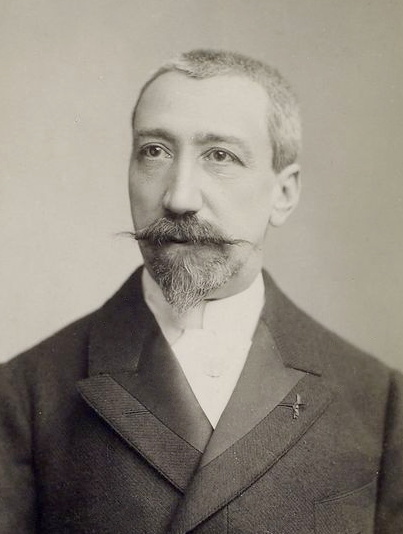
L'écrivain Anatole France participe à dénoncer le génocide arménien

À partir de la fin du XIXe siècle, plusieurs intellectuels français comme François Clemenceau, Anatole France, Charles Péguy, et Jean Jaurès, alertent le gouvernement et l'opinion publique française sur la multiplication des exactions subit par les Arméniens dans l'Empire ottoman. Le 9 avril 1916, au moment du génocide arménien, Anatole France déclare à la Sorbonne : « L'Arménie expire. Mais elle renaîtra. Le peu de sang qui lui reste est un sang précieux dont sortira une postérité héroïque ».
Le déclenchement de la Première Guerre mondiale rend la France impuissante à agir alors que l'armée allemande envahit une grande partie de son territoire, tandis que la tentative franco-britannique d'ouvrir en 1915 un seconde front contre l'Empire ottoman tourne au désastre lors de la bataille des Dardanelles. Une opération de sauvetage des Arméniens est menée en septembre 1915 par les navires de guerre français, qui évacuent vers l’Égypte environ 4 000 Arméniens assiégés depuis près de deux mois sur la montagne du Musa Dagh. Parallèlement, la France est l'un des principaux pays d'accueil des réfugiés arméniens, dont les descendants forment une diaspora importante (500 000 citoyens en 2007).

Dans les années 1940, pendant l'occupation de la France, Missak Manouchian, rescapé du génocide arménien et réfugié en France, fonde et dirige l'un des principaux groupes de résistants en France, le Groupe Manouchian. Il est arrêté puis fusillé par les nazis au fort du Mont-Valérien le 21 février 1944.

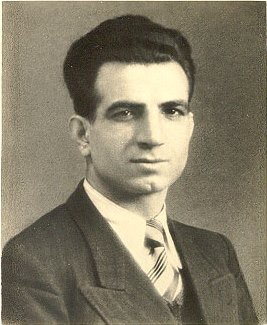
Le poète et résistant franco-arménien Missak Manouchian.

À partir de 1945, la guerre froide succède à la Seconde Guerre mondiale, caractérisée par de fortes tensions géopolitiques entre d'une part les États-Unis et leurs alliés, et d'autre part l'Union des républiques socialistes soviétiques (URSS) et ses États satellites.
La fin de la guerre froide en 1991 crée un contexte favorable au rapprochement entre les deux États.
En 2001, le Parlement français vote une loi reconnaissant le génocide arménien.
Le 24 avril 2005, le président français Jacques Chirac se rend en Arménie pour la célébration du 90e anniversaire du génocide arménien, deux jours après la visite du président arménien Robert Kotcharian à Paris. À cette occasion, il rappelle que l'entrée de la Turquie dans l'Union européenne dépendra de sa capacité à adopter les valeurs de l'Union et « nécessitera naturellement un devoir de mémoire » sur la question du génocide.
En octobre 2011, le président Nicolas Sarkozy accueille à Paris son homologue arménien Serge Sarkissian, puis se rend une semaine plus tard à Erevan où il évoque les liens « indestructibles » unissant la France et l'Arménie. Nicolas Sarkozy a également tenté pendant son mandat de faire voter une loi réprimant la négation du génocide arménien, sans succès faute de soutien du Sénat.
Dans les années 2010, les échanges entre la France et l’Arménie étaient d'environ à 50 millions d’euros par an, une « goutte d’eau » selon Mourad Papazian du Parti socialiste arménien, comparée à « l’intensité des relations politiques entre ces deux pays ».
En 2004, l'Arménie intègre l'Organisation internationale de la Francophonie, bien que n'étant à la base pas un État francophone (200 000 locuteurs francophones y sont quand-même recensés en 2018), puis est désignée pour organiser le 17e sommet de cette organisation internationale en octobre 2018. La communauté d'origine arménienne en France est elle estimée à environ 600.000 membres, dont 400.000 nés dans l'Hexagone, selon les associations arméniennes.
En avril 2015, le président français François Hollande se rend à Erevan, à l'occasion du centenaire du génocide arménien, accompagné d’une délégation de la communauté arménienne de France, notamment le chanteur Charles Aznavour, le député Patrick Devedjian, le musicien André Manoukian, la journaliste Valérie Toranian, et le cinéaste Robert Guédiguian.

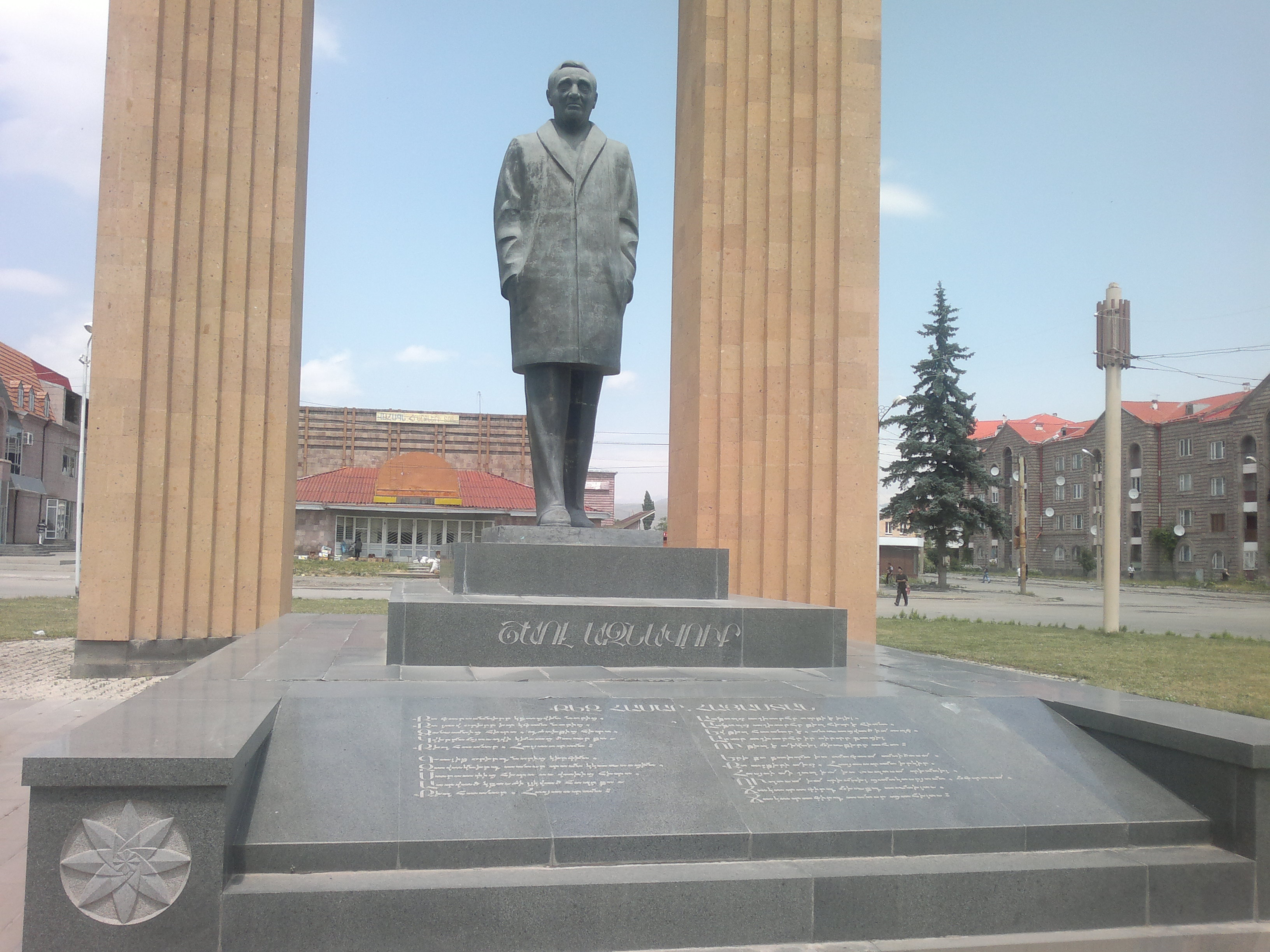
Statue du chanteur franco-arménien Charles Aznavour dans la ville arménienne de Gyumri.

Le 5 octobre 2018, aux Invalides, le Premier ministre arménien Nikol Pachinian participe aux funérailles de Charles Aznavour décédé quatre jours plus tôt, saluant aux côtés d'Emmanuel Macron un ambassadeur des cultures françaises et arméniennes.
Les deux chefs d'État se rencontrent de nouveau à Erevan moins d'une semaine plus tard lors du 17e sommet de la Francophonie, à l'occasion duquel le ministre arménien des Affaires étrangères Zohrab Mnatsakanyan déclare que : « La diversité linguistique est extrêmement importante pour un petit État comme le nôtre. C’est primordial du point de vue du développement, des échanges avec nos nombreux partenaires. La Francophonie, ça n’est pas seulement le français, c’est aussi une plateforme pour la promotion et le développement de valeurs telles que la démocratie, les droits de l’homme, la diversité et la solidarité, qui sont au fondement de cette organisation ».

En février 2019, le président français Emmanuel Macron fait du 24 avril la journée nationale de commémoration du génocide arménien.

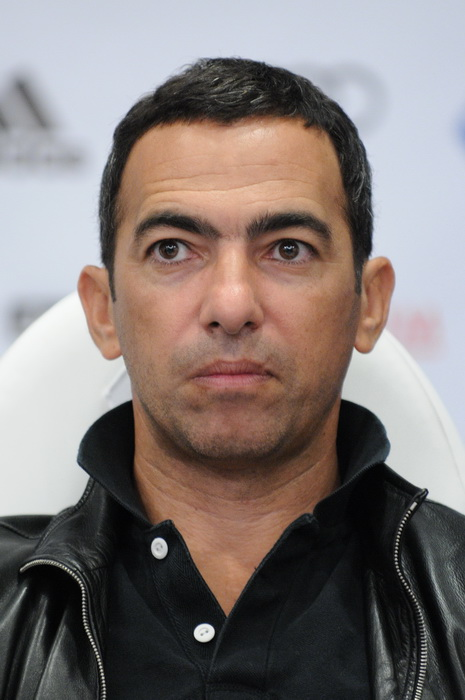
Le joueur de l'équipe de France de football d'origine arménienne Youri Djorkaeff, participe à la victoire de la France à la coupe du monde 1998

Pendant la guerre de 2020 au Haut-Karabagh, Emmanuel Macron envoie plusieurs avions d'aide humanitaire pour les déplacés du Karabagh, avec à bord du premier vol, le footballeur français d'origine arménienne Youri Djorkaeff. Le président français condamne la participation de mercenaires syriens au conflit dans le camp de l’Azerbaïdjan, ce qu'il définit comme une « ligne rouge ».
En février 2021, alors que Nikol Pachinian est confronté à d'importantes contestations en Arménie en raison de la défaite arménienne face à l’Azerbaïdjan, le ministre français des Affaires étrangères Jean-Yves le Drian appelle le gouvernement arménien et l'opposition au dialogue et à préserver la stabilité et la démocratie.
Entre 2021 et 2022, dans le contexte de la perspective des élections présidentielles française, plusieurs personnalités politique de droite candidates (Éric Zemmour et Valérie Pécresse) se rendent en Arménie pour exprimer leur solidarité auprès de sa population après la guerre, et le soutien de la France en tant que civilisation historiquement chrétienne. Après le déplacement de Valérie Pécresse, candidate du parti « Les Républicains » dans le Haut-Karabakh, celle-ci est la cible de protestation et de menace du président azéri Ilham Aliev, qu'elle condamne et rejette.
Le 9 mars 2022, le Président français Emmanuel Macron, candidat favori à sa réélection, reçoit le Premier ministre arménien Nikol Pachinian lors d'une réunion « Ambitions France Arménie », et affirme son « soutien indéfectible » à l'Arménie. Nikol Pachinian de son côté, affirme qu'un an après la guerre, son pays avait « un besoin vital d'attirer de nouveaux investissements » pour renforcer son économie. Près de 200 projets de coopération franco-arméniens sont répertoriés lors de cette réunion, notamment dans la santé, les technologies, la culture ou l'éducation.
En septembre 2022, Nikol Pachinian se rend à Paris et rencontre Emmanuel Macron, qui appelle au calme après la dernière agression de l’Azerbaïdjan envers l'Arménie survenue deux semaines plus tôt. En novembre, le Sénat français vote une résolution pour envisager des sanctions contre l'Azerbaïjan après son attaque de mi-septembre et demander le retrait de ses troupes du territoire arménien, tandis qu'Emmanuel Macron rencontre Nikol Pachinian au sommet de la francophonie de Djerba. En juin 2023, Emmanuel Macron annonce, à l'occasion de l'anniversaire de l'appel du 18 juin du général de Gaulle, l'entrée au Panthéon de Missak Manouchian. Deux mois plus tard, le président français déclare qu'il promet « une initiative diplomatique » pour tenter de lever le blocage par l'Azerbaïdjan du corridor de Latchine, seul axe routier reliant l'Arménie à l'enclave du Nagorny-Karabakh. Sur le terrain, une délégation composée d'une quinzaine d'élus français se rend dans la ville arménienne de Kornidzor à la frontière entre Arménie et Azerbaïdjan afin de soutenir un convoi humanitaire, composé d'une quinzaine de camions et pourvu par des collectivités françaises, pour le Haut-Karabakh.
En octobre 2023, la ministre des Affaires étrangères Catherine Colonna se rend en Arménie et rencontre son homologue Ararat Mirzoyan. Les deux diplomates signent un accord de livraison d'armes par la France à l'Arménie. 

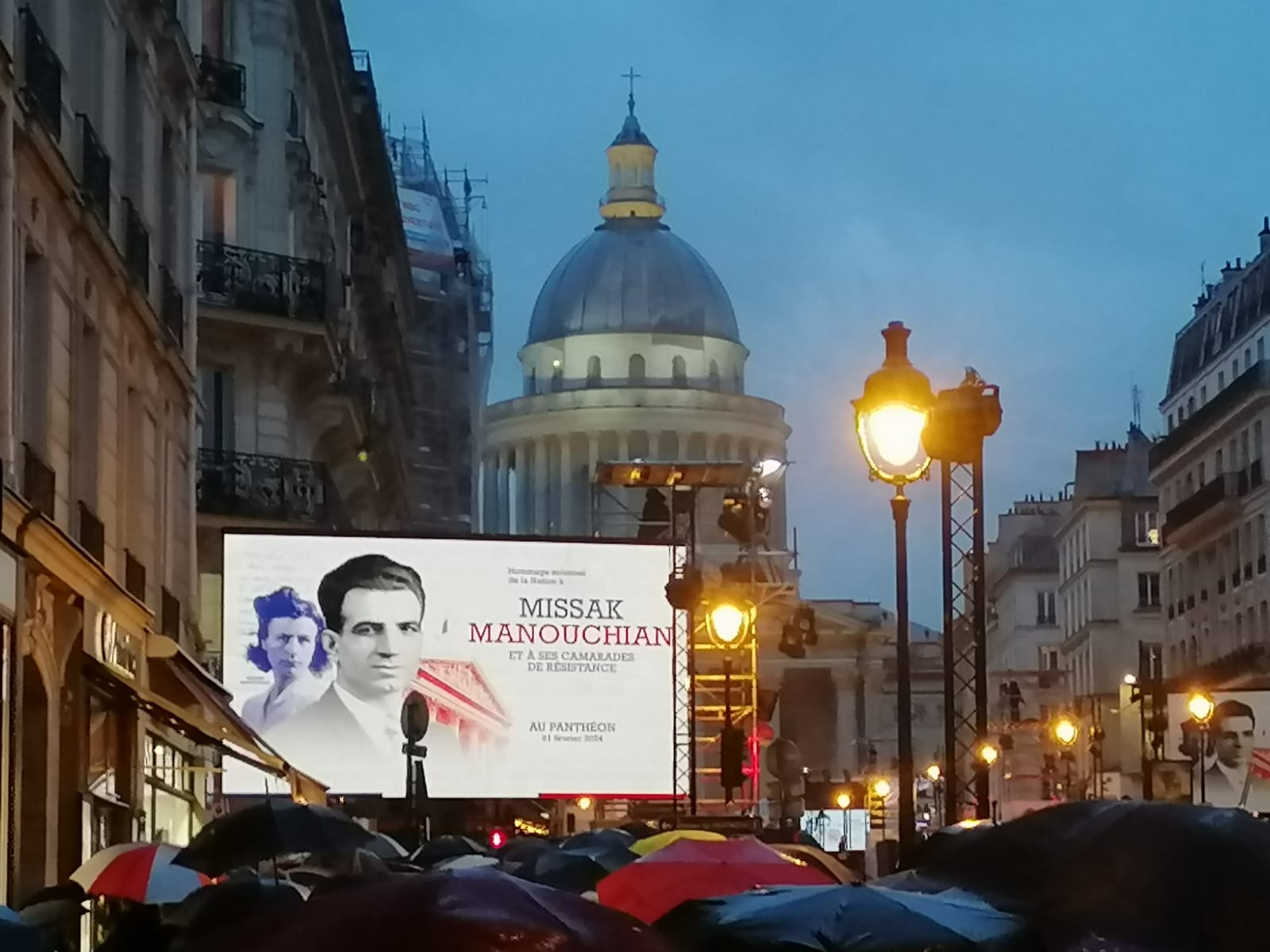
Cérémonie d'entrée au Panthéon de Missak Manouchian et sa femme Mélinée Manouchian le 21 février 2024

Le 21 février 2024, Nikol Pachinian se rend de nouveau en France pour assister, aux côtés d'Emmanuel Macron, à la panthéonisation de Missak Manouchian. Les deux jours suivants, ministre français des Armées Sébastien Lecornu se rend en Arménie et rencontre son homologue, Souren Papikian pour conclure un partenariat de défense entre Paris et Erevan. Ce partenariat inclut une aide française à la formation des soldats arménien, ainsi que la livraison de matériels militaires, commençant par 24 véhicules blindés et des jumelles de vision nocturne fabriquées par Safran. D'autres contrats sont signés pour l’achat par l'Arménie de fusils de précision fabriqués par PGM Précision, et d'un radar Ground Master 200 fabriqué par Thalès. Deux mois plus tard, à l'occasion de la commémoration du génocide arménien, le Premier ministre français Gabriel Attal rend hommage à la résilience du peuple arménien à qui il réaffirme le soutien de la France. En juin, Sébastien Lecornu reçoit son homologue arménien Souren Papikian en marge du salon international de la défense Eurosatory à Villepinte, et annonce la signature par l'Arménie d'une commande de 36 canons Caesar.

#### Relations avec l'Allemagne
La fin du XIXe siècle siècle est marquée par un rapprochement entre l'Allemagne, État unifié en 1871 et l'Empire ottoman dans lequel la population arménienne est intégrée. Les premiers pas sont faits sous la conduite du chancelier Otto von Bismarck et du sultan Abdülhamid II (1842-1918).

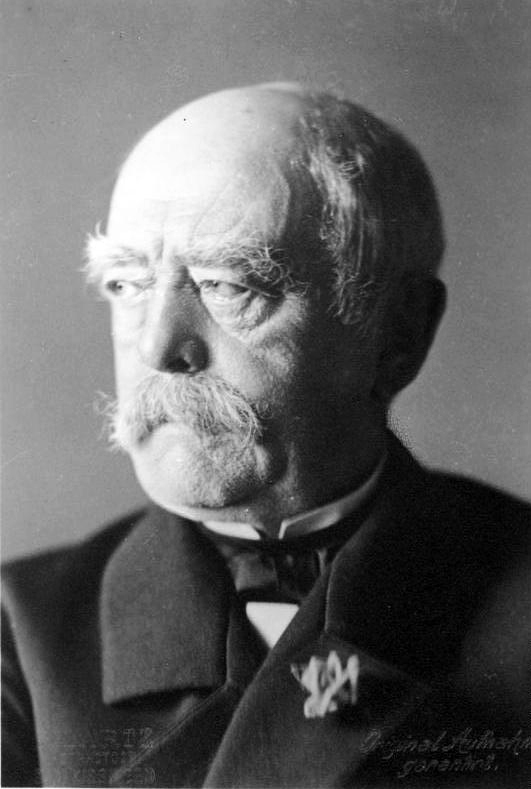
Otto von Bismark, Chancelier d'Allemagne de 1871 à 1890

L’engagement débute par des affaires civiles, car au départ des fonctionnaires allemands sont envoyés pour l’administration et les finances, mais aucun officier. En 1898, Guillaume II se rend en Orient et approuve le projet de chemin de fer Berlin-Bagdad, dont la construction prendra plusieurs années.
L'alliance germano-turque pendant la première guerre mondiale se fait au détriment de la communauté arménienne de l'Empire ottoman, ou l'Allemagne avait encouragé un sentiment panislamique et pantouranique en espérait un soulèvement musulman généralisé contre la Triple-Entente.
Au moment du génocide arménien, l'armée ottomane est largement sous commandement militaire allemand, et des officiers allemands sont directement impliqués dans les exactions commises contre les Arméniens. Ce n'est qu'un siècle plus tard, en mars 2016, que l'Allemagne reconnaît officiellement le génocide arménien et le rôle joué par son gouvernement à l'époque. À noter que parmi les députés allemands ayant voté en faveur de cette décision, 11 sont d'origines turques.
Sur le front russe lors de la Seconde Guerre mondiale, les Arméniens paient un lourd tribut en combattant les contre l'Allemagne hitlérienne (174 000 morts). L'engagement de l'Arménie soviétique dans la « grande guerre patriotique » est total, avec notamment une surreprésentation d'officiers supérieurs au sein de l'Armée rouge (une soixantaine de généraux et cinq maréchaux).
Après la Seconde Guerre mondiale, la guerre froide voit l'Allemagne se séparer entre deux États, la République démocratique allemande favorable à l'Union soviétique et la République fédérale d'Allemagne membre de l'OTAN. L'effondrement de l’URSS permet la réunification de l'Allemagne en 1990, et l’indépendance de l'Arménie l'année suivante. La souveraineté retrouvée de ces deux États dans un contexte international marqué par la fin de la guerre froide permet un rapprochement entre eux. L'Allemagne devient dans les années 1990 le premier donateur de l’Union européenne.
En novembre 2018, le président arménien Armen Sarkissian rencontre la chancelière Angela Merkel en Allemagne et déclare que « l'Arménie considère l’Allemagne un partenaire politique et économique et un pays ami ». Le 13 février 2020, le Premier ministre arménien Nikol Pachinian se rend en Allemagne pour une visite de trois jours, et s'entretient avec Angela Merkel à Berlin sur les relations économiques et commerciales entre Erevan et Berlin, ainsi que la sécurité dans la région du Caucase. Le ministre arménien des Affaires étrangères Zohrab Mnatsakanyan, l’Ambassadeur d’Arménie en Allemagne Achot Smbadyan, et le ministre arménien de l’Économie Tigrane Khatchatryan (hy) participent également à cette rencontre.
En septembre 2023, le chancelier allemand Olaf Scholz échange par téléphone avec son homologue arménien, et lui fait part de ses « profondes inquiétudes » concernant les tensions croissantes entre l'Arménie et l'Azerbaïdjan, et appelé lui à un règlement par la voie diplomatique.

#### Relations avec le Danemark
L'ambassadeur de l'Arménie au Danemark est Alexander Arzumanyan, ancien ministre des Affaires étrangères de l'Arménie entre 1996 et 1998.

#### Relations avec le Vatican
En septembre 2001, le pape Jean-Paul II se rend en Arménie, première visite d'un souverain pontife depuis l'indépendance du pays où il évoque les massacres d’Arméniens en 1915 (sans évoquer le terme génocide) et les souffrances du peuple arménien pendant 70 ans d’occupation soviétique. Le terme « génocide » est évoqué par le pape François à l'occasion d'une messe à la Basilique Saint-Pierre dédiée au centenaire de cet événement lors de laquelle le pape déclare : « Au siècle dernier, notre famille humaine a traversé trois tragédies massives et sans précédent. La première, qui est largement considérée comme le premier génocide du XXe siècle a frappé votre peuple arménien ».
Le pape François se rend en Arménie en juin 2016, et visite le mémorial de Tsitsernakaberd d'où il défend le droit du peuple arménien à « entretenir sa mémoire », et appelle à la paix en l'Arménie et l'Azerbaïdjan, où il se rend également lors de sa tournée au Caucase.

#### Relations avec la Hongrie
Entre 2012, l'Arménie rompt ses relations diplomatiques avec la Hongrie après l'autorisation par le gouvernement hongrois de l'extradition vers l’Azerbaïdjan d'un officier azéri, Ramil Safarov Sahib, coupable du meurtre de l'officier arménien Gurgen Margaryan à Budapest en 2004. Le Premier ministre hongrois Viktor Orbán justifie alors cette extradition du meurtrier vers son pays d'origine après que ce dernier ait purgé une peine de six ans de prison en Hongrie, par la promesse du président azéri Ilham Aliev de l’incarcérer à son tour. Mais celle-ci, peu crédible, n'a pas été respectée, Ilham Aliev était au contraire reconnaissant envers son compatriote d'avoir tué un soldat arménien dans un contexte de tension persistante entre les deux pays. Des investigations ultérieures révèlent une transaction de 7 millions de dollars versée par l'Azerbaïdjan à la Hongrie, probable contrepartie à la « libération » du meurtrier.
En décembre 2022, après plus de dix de brouille diplomatique, Erevan et Budapest rétablissent officiellement leurs relations.

### Relations avec l'Amérique

#### Relations avec les États-Unis
Les États-Unis reconnaissant l'indépendance de l'Arménie le 25 décembre 1991, et ouvrent une ambassade à Erevan en février 1992. Les États-Unis abritent la deuxième plus grande communauté arménienne à l'étranger (après la Russie), avec 1.5 million d'Arméniens sur le sol.

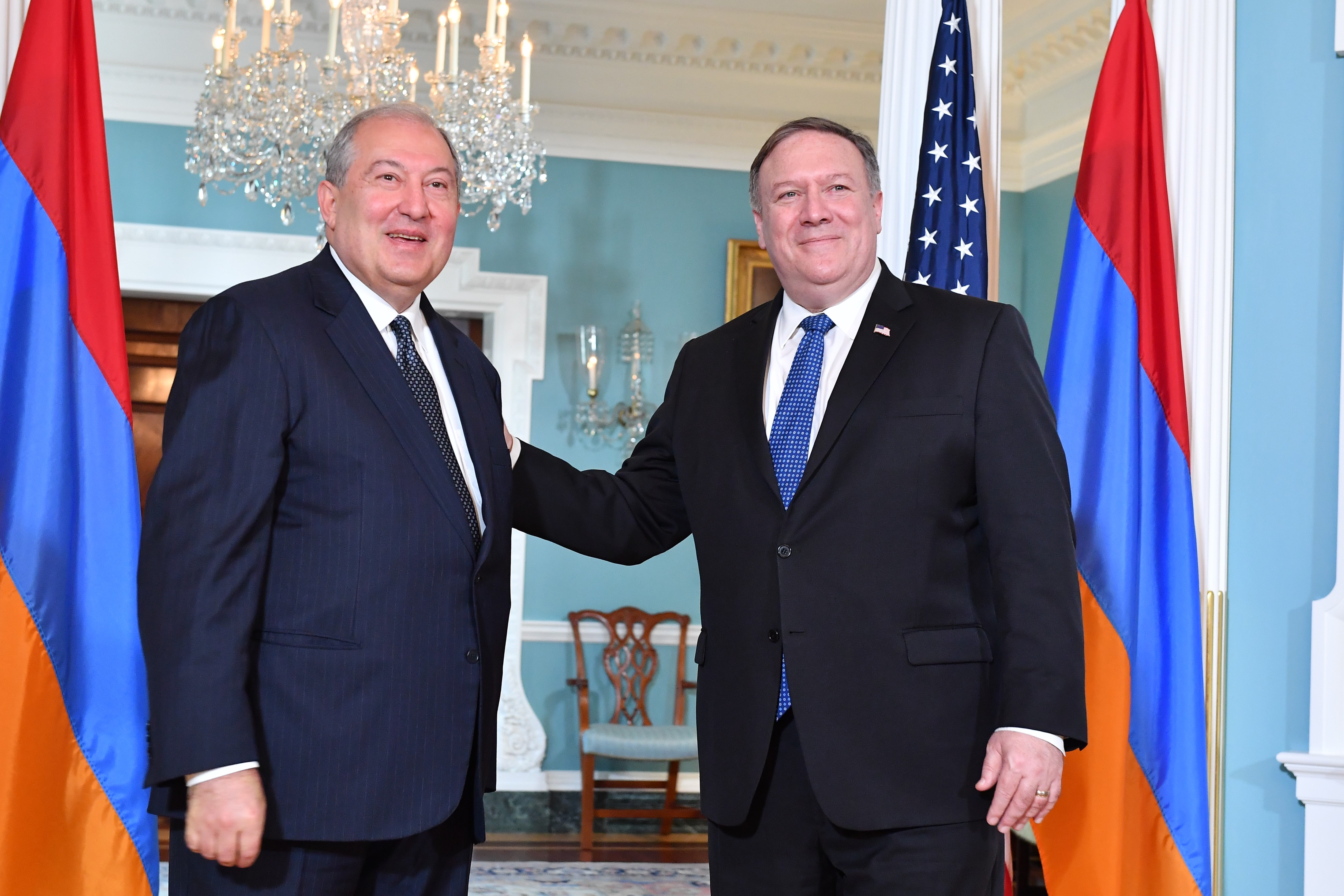
Le président arménien Armen Sarkissian rencontre le secrétaire d'État des États-Unis Mike Pompeo en juin 2018

Le 29 octobre 2019, la Chambre des représentants des États-Unis reconnaît formellement le génocide arménien lors d’un vote inédit.
Le 24 avril 2021, à l'occasion de la 106e commémoration du génocide arménien, le président américain Joe Biden reconnait officiellement ces événements comme étant un « génocide », déclarant dans un communiqué :

« Les Américains honorent tous les Arméniens ayant péri dans le génocide qui a commencé il y a 106 ans aujourd'hui. Nous affirmons l'histoire. Nous ne faisons pas cela pour accabler quiconque mais pour nous assurer que ce qui s'est passé ne se répètera jamais. »

Le Premier ministre arménien Nikol Pachinian salue une « mesure très forte envers la justice et la vérité historique ».

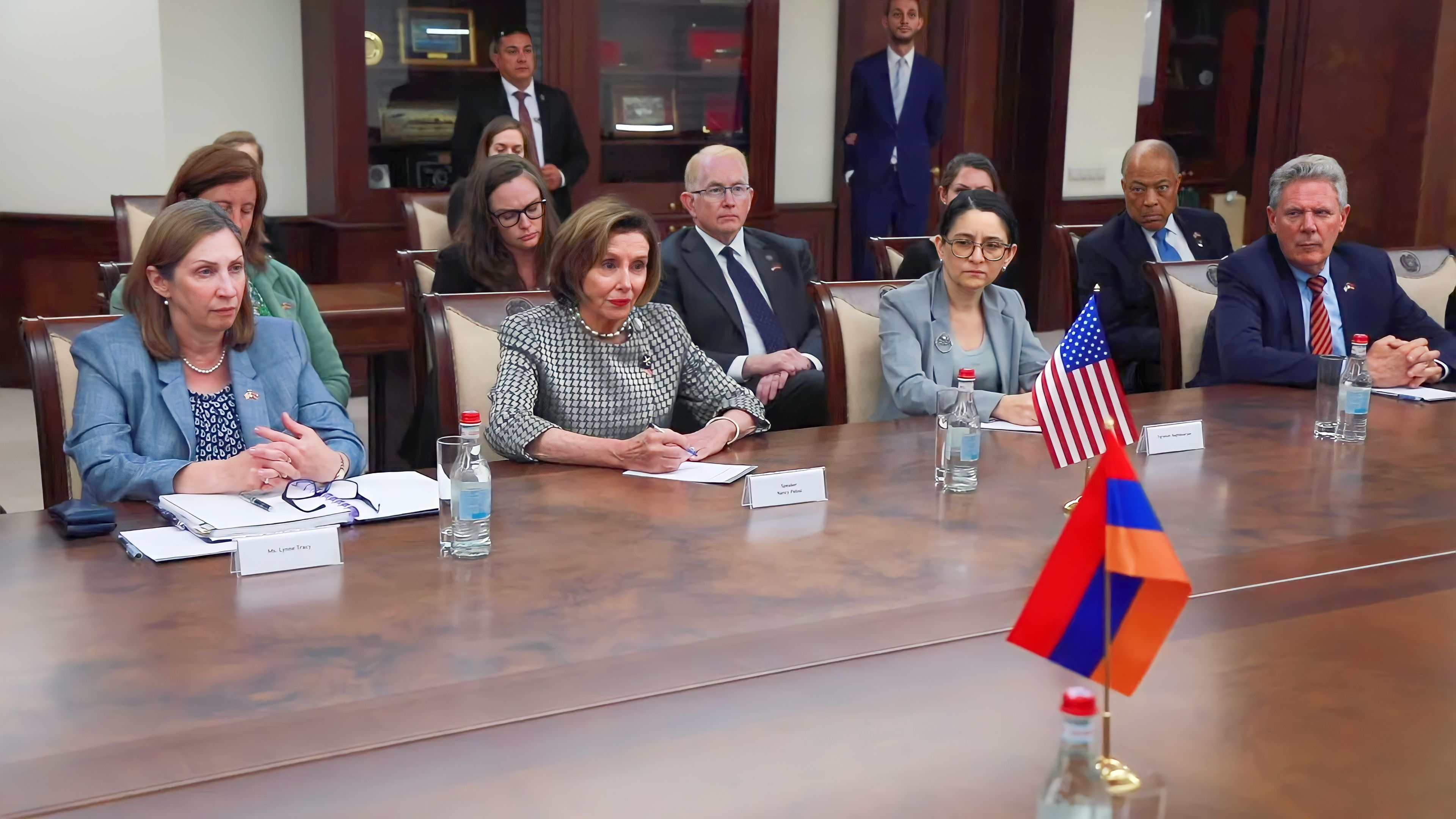
Nancy Pelosi lors d'une réunion avec le ministère arménien de la Défense Vagharchak Harutiunyan en septembre 2022 à la suite de l'attaque de l'Azerbaïdjan contre l'Arménie

En septembre 2022, la présidente de la Chambre des représentants américaine, Nancy Pelosi, connue pour ses position pro-arméniennes, se rend à Erevan (marquant la visite du plus haut responsable américain en Arménie depuis son indépendance en 1991) et condamne la dernière agressions de l’Azerbaïdjan envers l'Arménie. Le président du Parlement arménien, Alen Simonian, affirme que ces violences survenues une semaine plus tôt ont pu se terminer grâce à une médiation américaine, après l’échec d’une tentative de trêve sous médiation russe, et exprime sa reconnaissance envers les États-Unis. Selon le journal moscovite Moskovski Komsomolets, l'une des raisons de la visite de Nancy Pelosi à Erevan serait de s’informer des besoins de l’Arménie en matière de défense. Concernant la politique intérieure américaine, cette visite pourrait aussi s'inscrire dans une démarche électoraliste visant à récolter les voix des Américains d'origine arménienne dont la communauté est d'environ 450.000 citoyens, en prévision des élections américaines de mi-mandat en novembre 2022.

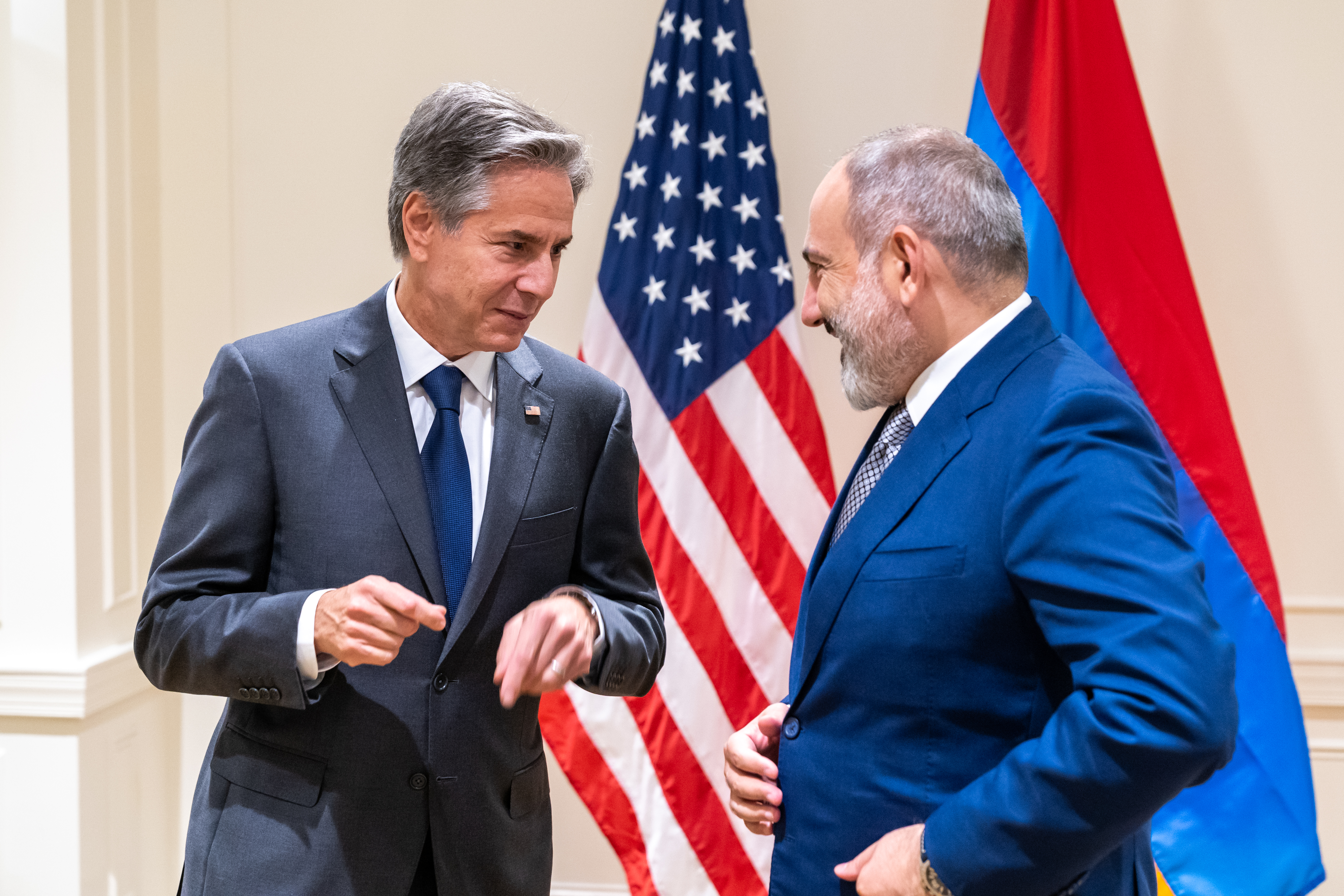
Rencontre entre le Premier ministre arménien Nikol Pachinian et le Secrétaire d'État américain Antony Blinken à l'Assemblée générale de l'ONU en septembre 2022

En mai 2023, Blinken organise de nouvelles négociations entre l'Arménie et l’Azerbaïdjan pour lever le blocus du Haut-Karabagh et déclare avoir obtenu des « progrès tangibles vers un accord de paix durable ». Cette implication croissante de Washington dans cette région sert aussi ses objectifs dans sa politique étrangère : ravir un allié de l'Iran et de la Russie, dans un contexte de pression américaine maximale sur ces deux pays alliés dans la guerre contre l'Ukraine.
En septembre, l'Arménie annonce mercredi accueillir des exercices militaire communs inédits avec les États-Unis impliquant leurs forces de maintien de la paix, un nouveau signe des efforts d'Erevan de s'éloigner de son allié russe. Ces manœuvres baptisées « Eagle Partner 2023 » visent selon le ministère arménien de la Défense, à « augmenter le niveau inter-opérationnel » des forces américaines et arméniennes participant à des opérations de maintien de la paix. Elles commencent le 11 septembre et impliquent 85 soldats américains et 175 soldats arméniens dans les centres de formation Zar et Armavir, situés près d'Erevan.
En août, les chefs d'État arménien et azerbaïdjanais annoncent officiellement leur engagement à cesser définitivement tout conflit, à ouvrir les relations commerciales et diplomatiques et à respecter la souveraineté et l'intégralité territoriale de leur voisin. Cette accord de paix historique annoncé depuis la Maison-Blanche en présence du président américain Donald Trump dont la médiation est saluée, marque un virage pro-américain officiellement prs par les deux anciennes républiques soviétiques. La création d'une zone de transit reliant l'Azerbaïdjan à son enclave du Nakhitchevan est annoncée avec le nom de « Voie Trump pour la paix et la prospérité internationale » (TRIPP, son acronyme en anglais).

## Relations avec l'Asie

### Relations avec le Moyen-Orient
L'Arménie entretient traditionnellement de bonnes relations avec les pays arabes, mais pas avec Israël et la Turquie.

#### Relations avec l'Iran
L'Iran et l'Arménie partagent une frontière de 35 km (la plus courte ligne frontalière pour l'Arménie, mais la seule à être totalement ouverte) et des liens culturels et historiques forts. Tant sous les périodes parthe, sassanide que séfévide, la Perse a toujours eu une influence importante en Arménie.
Pendant la guerre froide, l'Iran était un État pro-américain, au détriment de l'Union Soviétique jusqu'au changement de régime provoqué par la révolution iranienne de 1979.

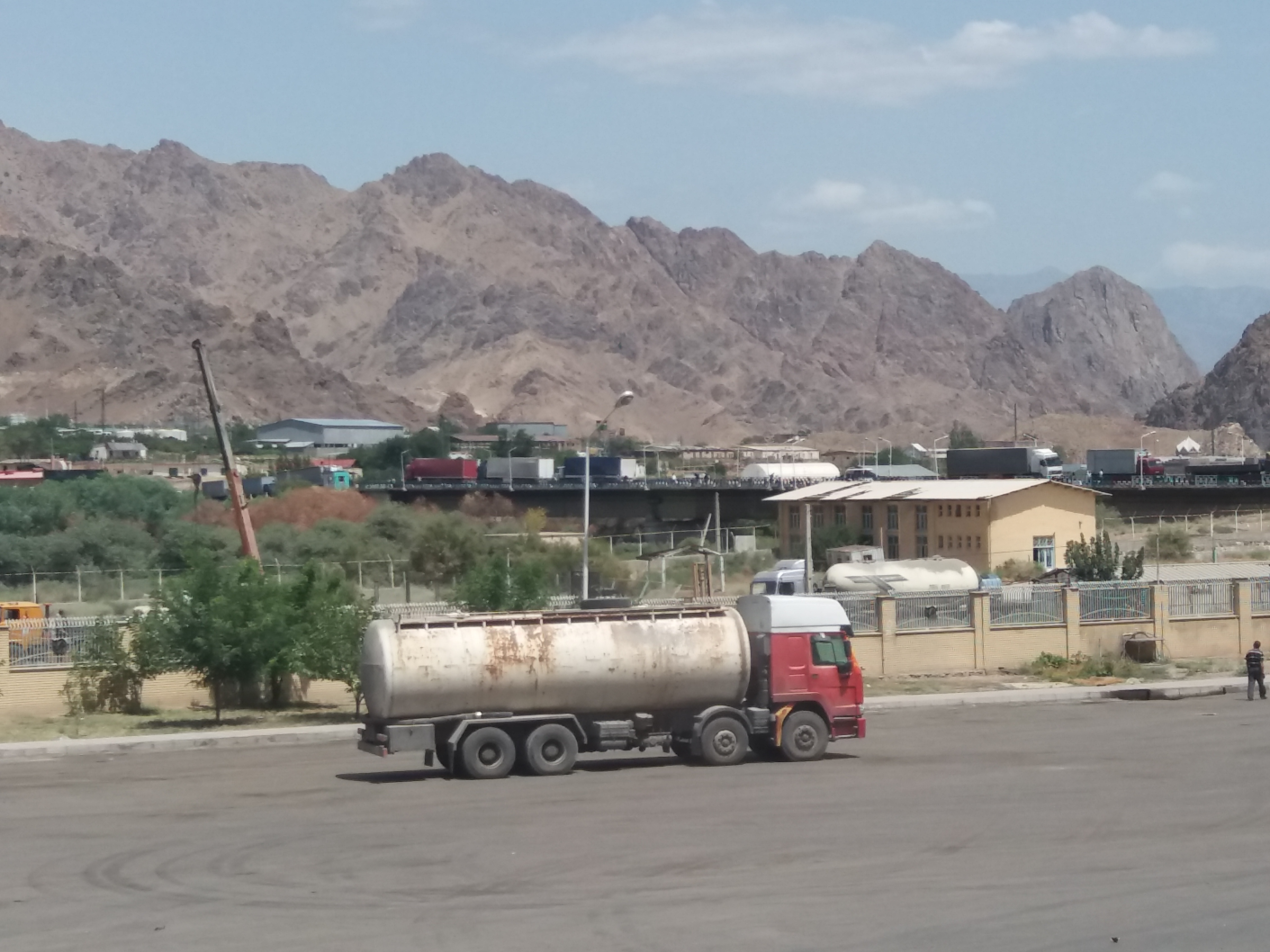
Nurduz, poste frontière entre l'Iran et l'Arménie

Depuis l'éclatement de l'URSS, l'Iran s'est rapproché de l'Arménie au détriment de l’Azerbaïdjan, bien que les deux États aient en commun des populations majoritairement chiites. Les relations entre l'Iran et l’Azerbaïdjan, sont marquées par une méfiance mutuelle, notamment en raison de la proximité entre l’Azerbaïdjan et Israël, et de la peur d’une volonté sécessionniste de la minorité azérie d’Iran. L’Iran soutient politiquement l’Arménie au cours de la première guerre du Haut-Karabagh de 1988-1994.
Dans ce contexte, l’Arménie apparaît comme un allié fiable pour Téhéran qui y voit une petite porte d’entrée vers l’Europe, ainsi qu'un moyen de conserver des liens forts avec la Russie. De son côté, l'Arménie s'est naturellement tournée vers l'Iran après la fermeture de deux de ses frontières au début des années 1990, décision concrétisée par la construction d’un pont sur la rivière Araxe frontière entre les deux pays, et l’ouverture d’une liaison aérienne entre les deux capitales. Le rapprochement des deux pays est par la suite facilité par l'élection en février 1998 de Robert Kotcharian à la présidence de l'Arménie, plus favorable à l'Iran que son prédécesseur Levon Ter-Petrossian.
En mai 2011, l'Iran et l'Arménie signent un protocole d'accord pour renforcer leur coopération dans les domaines énergétique, commercial et industriel. Ces accords portent notamment sur la construction d'une troisième ligne électrique reliant leurs réseaux électriques et la construction de deux barrages hydroélectriques sur la rivière Araxe, frontalière entre les deux pays.
En avril 2016, lors de la guerre des Quatre Jours opposant l'Arménie à l’Azerbaïdjan, le ministre iranien de la Défense Hossein Dehghan se pose en médiateur, appelant les deux pays à faire « preuve de retenue et régler la crise par des voies pacifiques ».

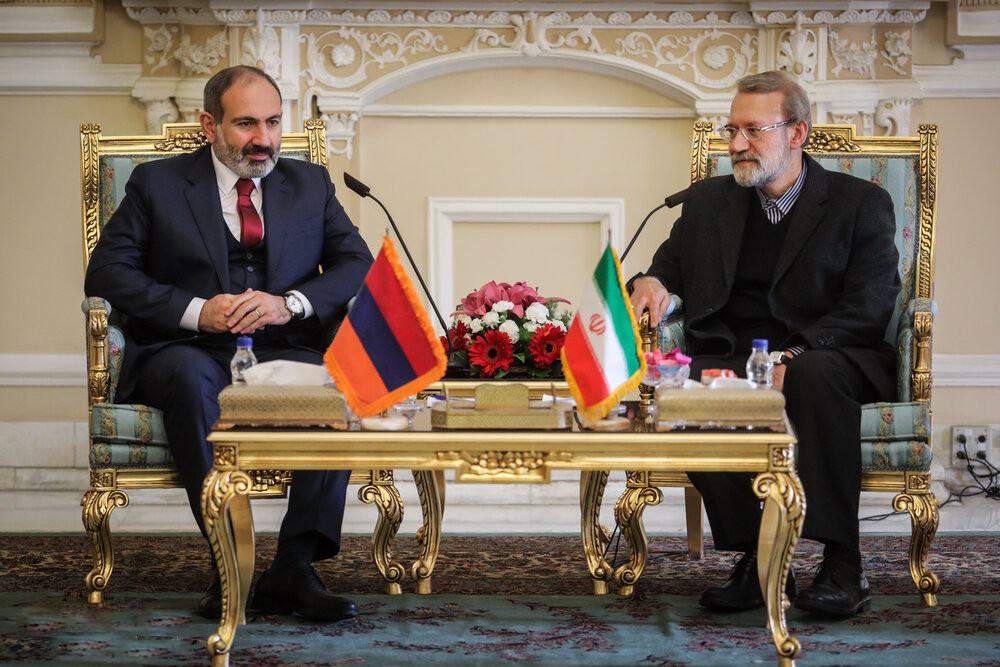
Nikol Pachinian en Iran en février 2019 en compagnie d'Ali Larijani, président du Conseil islamique.

En 2019, une politique touristique est mise en place entre les deux pays afin d’augmenter les échanges.
En 2020, lors de la reprise de la guerre au Haut-Karabagh, l'Iran joue de nouveau la carte de la neutralité, et se propose comme médiateur, affirmant même travailler sur un plan de sortie de crise.
L'Iran exporte du gaz vers l'Arménie, qui en retour exporte de l'électricité produite par la centrale nucléaire de Metsamor. Néanmoins, de par sa taille, l'Arménie est pour l'Iran un débouché commercial assez modeste, ne pesant que pour 0,45 % des exportations iraniennes.
Début novembre 2022, le Premier ministre arménien Nikol Pachinian se rend à Téhéran et rencontre le président iranien Ebrahim Raïssi, qui déclare à l'issue de leur entretien : « La sécurité et la paix dans le Caucase sont très importantes pour l'Iran ».
En octobre 2023, Téhéran propose à l’Azerbaïdjan un corridor passant par son territoire le long de l'Araxe comme alternative au corridor réclamé par Bakou passant par le sud de l'Arménie. En août 2025, un accord de paix est signé entre l'Arménie et l’Azerbaïdjan prévoyant un corridor  passant par la province arménienne du Syunik et longeant la frontière entre l’Iran et l’Arménie. Ce corridor, dont l'exploitation logistique est confié à des entreprises américaines, permet aux États-Unis de poursuivre l'encerclement de l'Iran par le Nord après avoir déployé des bases militaires en Turquie, en Irak, et dans les pays arabes du Golfe. Le ministre iranien des Affaires étrangères Abbas Araghtchi, tout en saluant l'accord de paix entre les deux anciennes républiques soviétiques, met en garde contre « toute intervention étrangère ».
Selon les dernières estimations environ 8 000 Iraniens vivent en Arménie, tandis que l'Iran compte une communauté arménienne d'un peu moins de 100 000 personnes,.

#### Relations avec la Turquie

##### Une paix froide dans les années suivant l’indépendance arménienne
Les relations entre Ankara et Erevan sont marquées depuis plus d'un siècle par le souvenir du génocide arménien commis par les Ottomans pendant et après la Première Guerre mondiale. Le journaliste et auteur turco-arménien Hrant Dink (assassiné en 2007), fervent partisan de la normalisation de leurs relations, décrivant la Turquie et l'Arménie comme « Deux peuples proches, deux voisins lointains ».
En 1993, la Turquie a reconnu l'État arménien, peu après son indépendance, avant de décider deux ans plus tard unilatéralement de fermer la frontière de 380 km qui sépare ces deux pays en soutien à l'Azerbaïdjan turcophone dans le conflit du Haut-Karabagh. Les conséquences de la fermeture de cette frontière se sont aussi faites ressentir du côté turc, principalement dans la province de Kars dont l'économie est sinistrée.

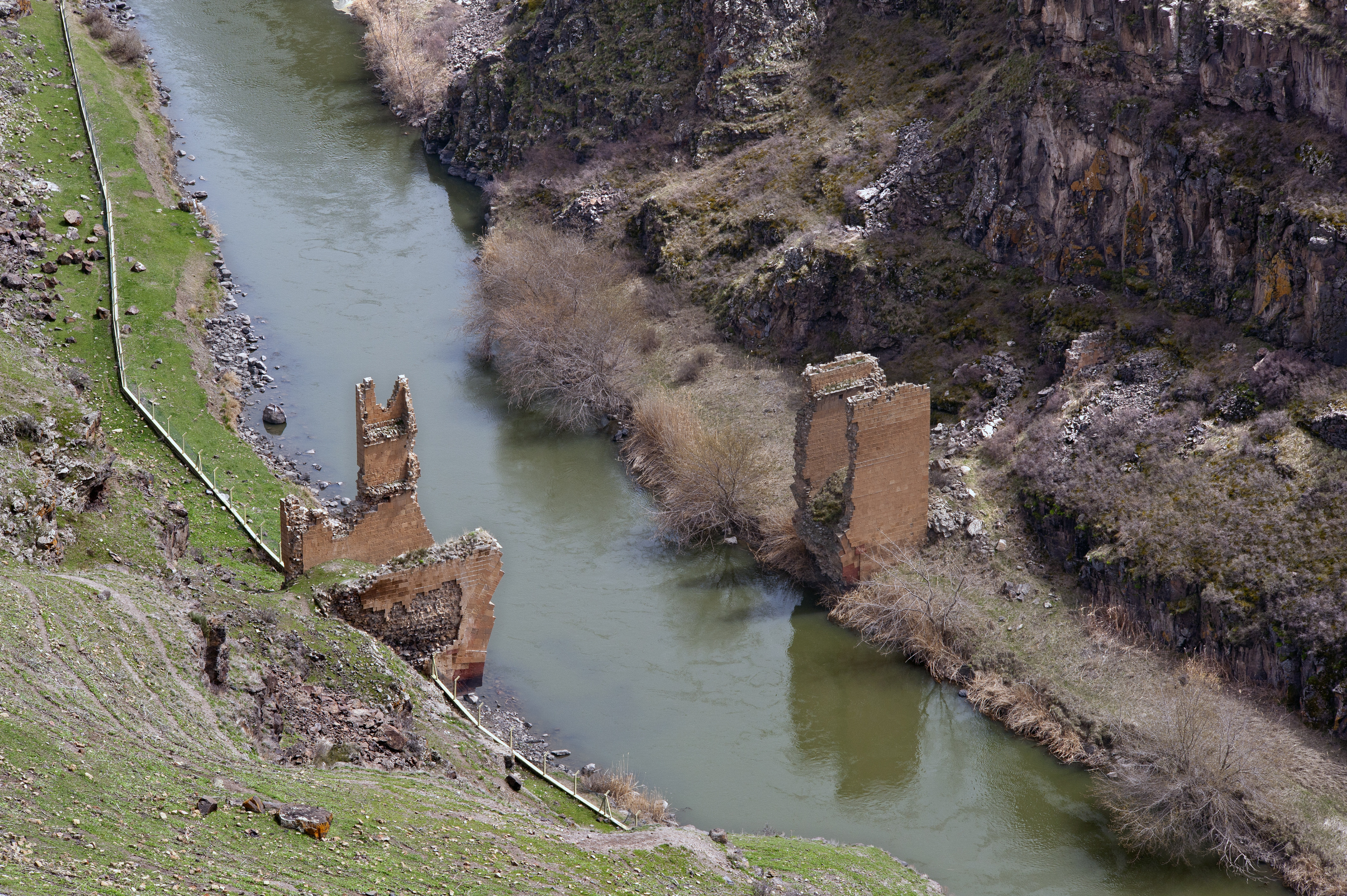
Pont détruit sur la rivière Akhourian dont une partie suit la frontière turco-arménienne fermée depuis 1993.

Pour autant, la fermeture de cette frontière n'empêche pas la continuité d'échanges entre des deux pays transitant via la Géorgie et l'Iran, estimés à 300 millions de dollars en 2018, et à 2 milliards de dollars sur la décennie 2010-2020. Néanmoins, en raison de la fermeture de la frontière turco-arménienne, la province turque de Kars, frontalière de l'Arménie ne contribue qu'à 1% du commerce extérieur de la Turquie, bien que celle-ci soit très dépendante du textile turc.
Sur le plan diplomatique, il n'existe actuellement aucune relation officielle entre les deux États, malgré les accords signés entre les deux pays, en octobre 2009, à Zurich, qui envisageaient cette normalisation. À l'époque, le jeune gouvernement du Premier ministre Recep Tayyip Erdogan faisant de l'adhésion de son pays à l'Union européenne une priorité, et considérait qu'une normalisation des relations turco-arméniennes faciliterait ce processus. En 2008, le président turc Abdullah Gül se rendit à Erevan pour regarder un match de foot entre les deux équipes nationales, un geste qui fut salué par des dirigeants européens.
Mais ce rapprochement prend fin peu de temps après, lorsque, sous la pression de son allié et principal fournisseur énergétique azerbaïdjanais, Ankara décide de conditionner cette normalisation à un règlement, favorable à Bakou de la question du Haut-Karabagh. En réaction, le président arménien Serge Sarkissian fait publier un décret ordonnant d'« annuler la procédure de signature des accords » de Zurich.

##### Une guerre turco-arménienne par procuration dans le conflit avec l’Azerbaïdjan
Dans les années 2010, l'évolution des relations turco-arméniennes est ambivalente. En janvier 2015, le Premier ministre turc Ahmet Davutoglu, auteur et défenseur de la doctrine zéro problème avec les voisins, propose à l'Arménie un « nouveau départ » afin d'apaiser les graves tensions qui opposent les deux pays. 

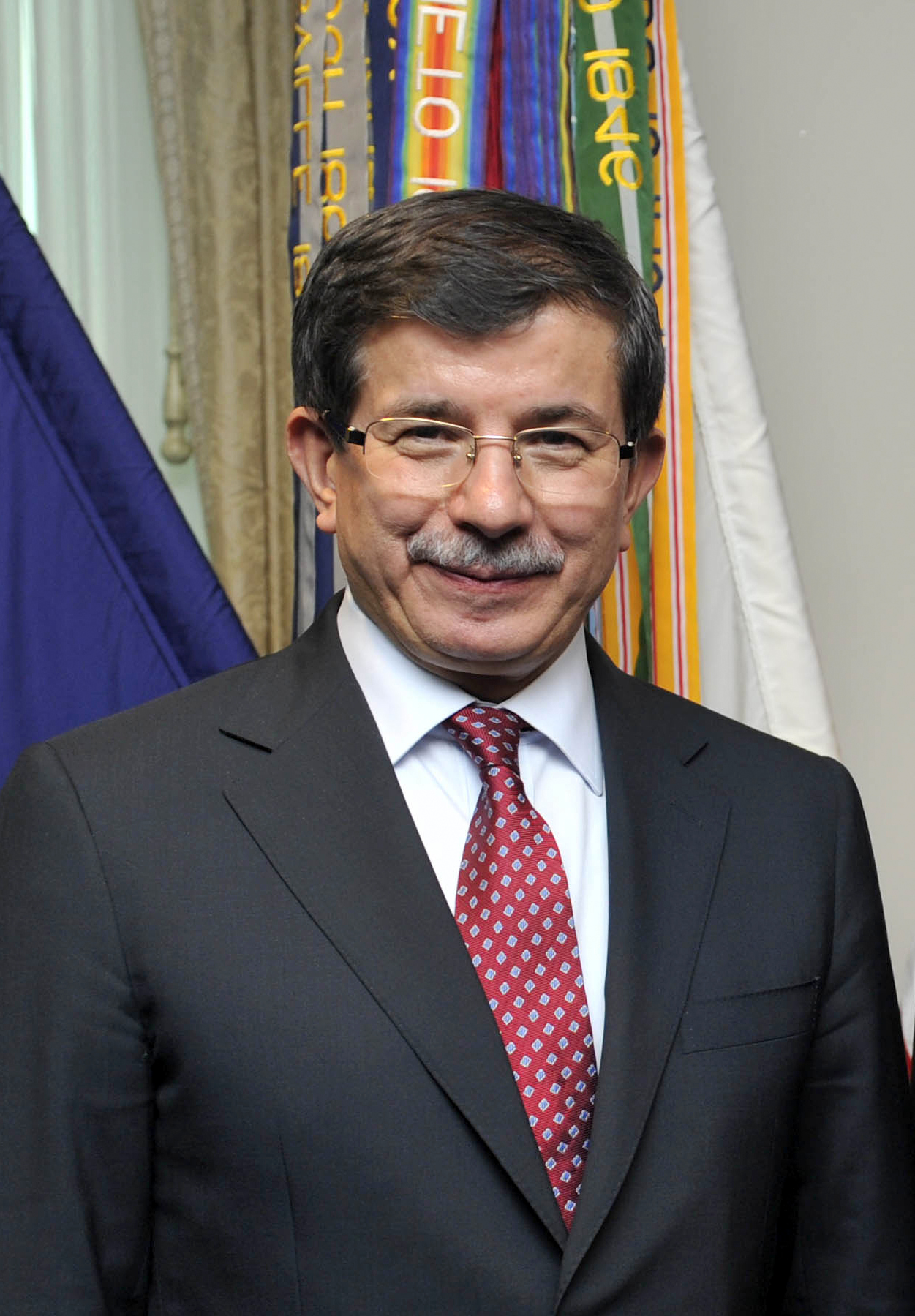
Ahmet Davutoğlu, ancien Premier ministre turc, auteur et défenseur de la doctrine zéro problème avec les voisins

Mais parallèlement, Recep Tayyip Erdogan, devenu président de la république turque, prend un virage anti-occidental d'abord à la suite de son durcissement autoritaire en réaction aux manifestations de 2013, puis après l'échec de la tentative de coup d'État en 2016, dont la répression est condamnée par les chancelleries occidentales. L’adhésion à l’Union européenne ne figurant plus dans son agenda politique, le gouvernement turc suspend ses négociations avec l’Arménie, puis s'allie en 2017 avec le parti ultra-nationaliste et xénophobe « MHP ».
En mai 2018, à la suite du changement de gouvernement provoquée par la révolution arménienne, le Premier ministre turc Binali Yıldırım se déclare à son tour prêt à ouvrir une « nouvelle page » avec l'Arménie, appuyant ses propos en disant : « Nous voulons avoir plus d'amis et moins d'ennemis ». Néanmoins, la persistance des hostilités entre l'Arménie et l’Azerbaïdjan et le refus de la Turquie de reconnaître le génocide arménien restent des points bloquants à un rapprochement de ces deux États.
En octobre 2020, l'armée turque participe activement à la guerre de 2020 au Haut-Karabagh, en envoyant des instructeurs turcs en Azerbaïdjan, et des milliers de mercenaires syriens recrutés parmi les réfugiés de la guerre civile syrienne installés en Turquie. En outre, Erevan affirme qu'un de ses avions a été abattu par un F-16 turc venant du territoire azerbaïdjanais, ce qu'Ankara dément. Si, à court terme, cette implication militaire de la Turquie au côté du pire ennemi de l'Arménie dans une guerre dévastatrice a un effet désastreux sur les relations turco-arméniennes, cette guerre lève paradoxalement l'un des principaux obstacles à leur rapprochement. En effet, l’accord de cessez-le-feu du 10 novembre 2020 entérinant la défaite de l'Arménie et la conquête par l’Azerbaïdjan des sept districts qu'il revendiquait, implique que Bakou ne met plus de veto au processus de normalisation turco-arménien, car le statu quo dans le Haut-Karabakh est désormais en sa faveur.

##### Tentative de rapprochement depuis le début des années 2020
Le 11 janvier 2021, deux mois après la fin de la guerre, une rencontre à Moscou entre les chefs d'État arménien et azerbaïdjanais Nikol Pachinian et Ilham Aliyev pose les bases d'un projet de liaison ferroviaire entre les deux pays qui inclurait la Géorgie, l'Iran, la Russie et la Turquie. Dans ce contexte, la question d'une réouverture de la frontière turco-arménienne se pose, alors que la reprise de l'essentiel du Haut-Karabagh lève l'un des principaux obstacles à la normalisation des relations entre les deux pays voisins.

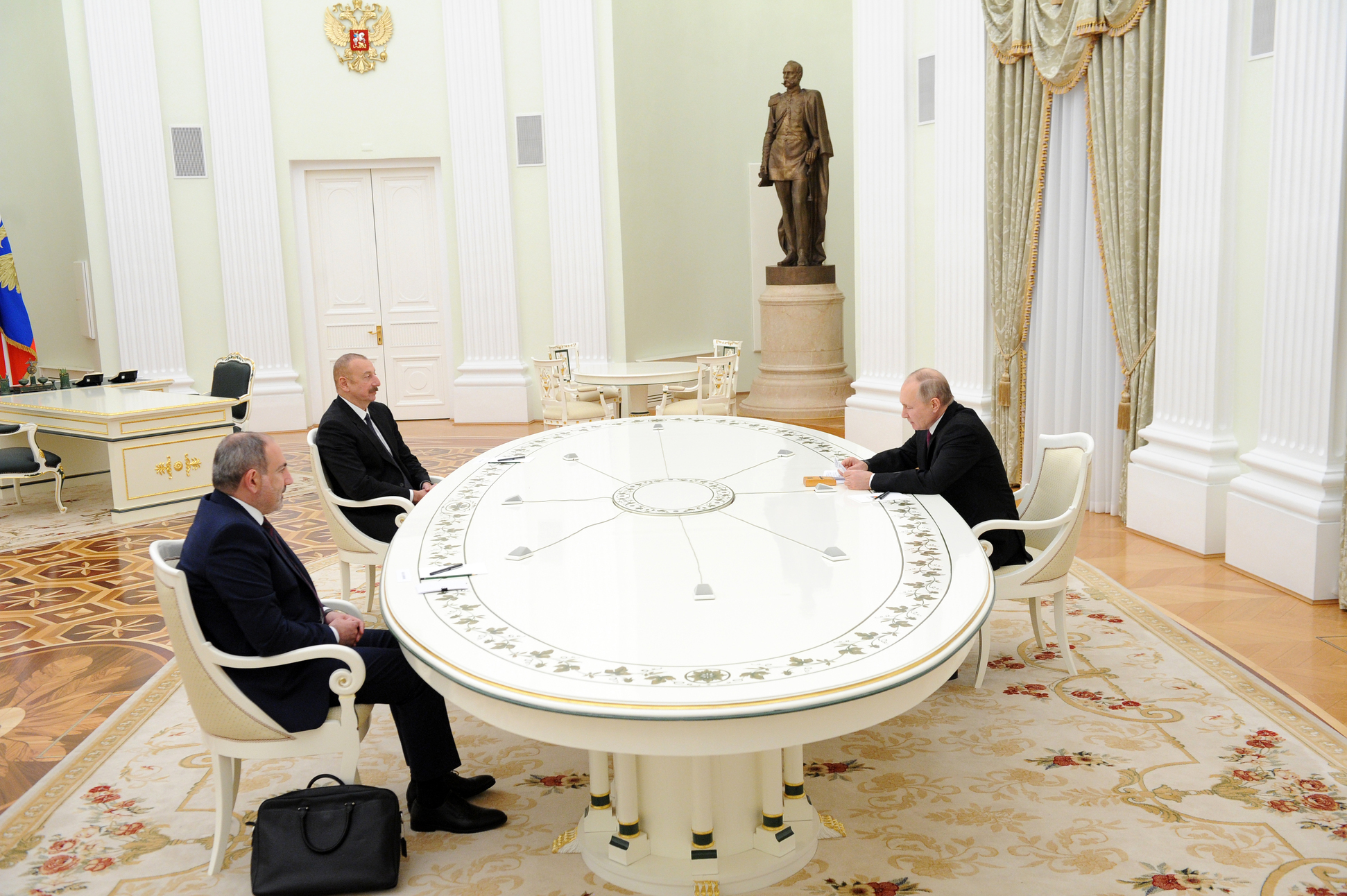
Rencontre entre les chefs d'État arménien et azerbaïdjanais Nikol Pachinian et Ilham Aliyev à Moscou, en présence et sous la médiation du président russe Vladimir Poutine.

En août 2021, Nikol Pachinian évoque des « signaux positifs en termes de paix dans la région » venus d'Ankara. Deux jours plus tard, le président turc Recep Tayyip Erdogan déclare que son pays était prêt à « normaliser progressivement ses relations avec Erevan ». Le chercheur et analyste Richard Giragosian déclare s'attendre à une réouverture de la frontière dans les deux années à venir, en insistant néanmoins sur la différence entre normalisation et réconciliation, bien que l'un soit une étape importante pour l'autre.
En décembre 2021, le ministre turc des Affaires étrangères Mevlüt Çavuşoğlu annonce des pourparlers entre son pays et l’Arménie. Le mois suivant, des émissaires turc et arménien Serdar Kilic et Rouben Roubinian se rencontrent à Moscou dans un premier cycle de pourparlers destinés à normaliser leurs relations diplomatiques. Les ministres des Affaires étrangères des deux pays déclarent que ces discussions à Moscou se sont déroulées dans une atmosphère « positive et constructive », et se sont dits prêts à normaliser leurs relations sans pré-conditions. Pour faciliter ses négociations, l'Arménie lève son embargo sur les importations de produits turcs, tandis qu'Ankara a donné son accord à la compagnie aérienne arménienne Flyone Armenia pour effectuer des vols bihebdomadaires entre Erevan et Istanbul à partir du 2 février. Mais de nombreux analystes et journaux arméniens dénoncent des négociations dans un rapport de force particulièrement défavorable à l'Arménie, exsangue après sa défaite à la guerre du Haut-Karabagh un an auparavant. Une deuxième rencontre diplomatique a eu lieu le 24 février à Vienne. Le 12 mars 2022, Mevlüt Çavuşoğlu reçoit son homologue arménien Ararat Mirzoyan dans la ville turque d'Antalya, avec pour objectif de poursuivre les efforts de normalisation et conduire à la réouverture de leur frontière pour le commerce.
En juillet 2022, Nikol Pachinian et le président turc Recep Tayyip Erdogan échangent lors d'une rare conversation téléphonique entre les chefs d'État des deux pays voisins, et conviennent de l'importance d'un processus bilatéral pour normaliser les relations. En octobre, Recep Tayyip Erdogan se rend en Azerbaïdjan, où il déclare qu'il faut « saisir l'opportunité » de renouer des liens avec l'Arménie et que « les processus de normalisation entre Azerbaïdjan et Arménie, entre Turquie et Arménie, sont interdépendants ».
En févier 2023, à la suite de plusieurs séismes qui font plusieurs dizaines de milliers de victimes à proximité des villes turques de Gaziantep,Kahramanmaraş et Ekinözü, la frontière turco-arménienne est ouverte pour la première fois depuis plus de 30 ans pour permettre d'acheminer de l'aide humanitaire et des secouristes arméniens sur le lieu de la catastrophe. Le diplomate turc Serdar Kilic remercie l'Arménie sur Twitter. La semaine suivante, le ministre arménien des Affaires étrangères Ararat Mirzoyan se rend en Turquie pour exprimer sa solidarité aux victimes de la catastrophe. Il est reçu par son homologue turc Mevlut Cavusoglu qui salue la « main amicale » tendue par l'Arménie au peuple turc, et remercie les secouristes arméniens pour leur aide.
En juillet 2024, des émissaires de la Turquie et de l'Arménie, chargés de la normalisation des relations, se rencontrent et évoquent la réouverture de la ligne ferroviaire reliant les villes arménienne et turque d'Akhurik et d'Akyaka. Ces derniers s'accordent également pour faciliter les procédures de visa pour les titulaires de passeports diplomatiques. En juin 2025, le Premier ministre arménien Nikol Pachinian se rend en Turquie et s'entretient avec le président Recep Tayyip Erdogan à Istanbul à sujet du processus de normalisation entre leurs deux pays et des développements régionaux.

##### Analyse de cette évolution
L’invasion de l'Ukraine par la Russie est un autre facteur important à prendre en compte pour expliquer ce rapprochement turco-arménien en début d'année 2022 ; ces deux pays ayant de plus en plus de mal à assumer leurs affinité avec Moscou, sont à la recherche de nouveaux alliés. En effet, alors que la Russie bénéficie des divisions entre pays du Caucase pour apparaître comme un arbitre et un allié indispensable pour chacun, l'Arménie, l’Azerbaïdjan, et la Turquie veulent faire baisser leurs tensions. La Turquie cherche à réparer ses relations avec l'Occident, tandis que l'Arménie, craignant d'être entraînée dans l'aventurisme russe, considère comme urgent d'alléger sa dépendance à l’égard de la Moscou, et de désenclaver son territoire.
À noter toutefois que même si les rencontres se multiplient, la question de la reconnaissance du génocide arménien reste en dehors des pourparlers, puisque l'Arménie sait une telle demande bloquerait les négociations. La normalisation devrait advenir avant tout dans les domaines diplomatique et économique, avec pour première étape l’ouverture des ambassades des deux côtés, puis des frontières terrestres, suivie d'accords commerciaux.

#### Relations avec la Syrie
Les relations entre l’Arménie et la Syrie sont anciennes et particulièrement bonne sur le plan diplomatique et culturel, bien que limitées sur le plan commercial. Les gouvernements des deux États sont en outre tous deux des alliés stratégiques et historiques de la Russie, ce qui est un facteur de rapprochement important. À l'instar du Liban, la Syrie abrite une importante communauté arménienne bien intégrée, qualifiée et entreprenante dans le pays, qui est un facteur important des bonnes relations entre les sociétés civiles des deux pays. Il s'agit de descendants de ceux qui ont fui les massacres d'Arméniens dans l'Empire ottoman pendant la Première Guerre mondiale, la plupart ayant été déportés par les Turcs dans le désert syrien de Deir ez-Zor, mais un certain nombre d'entre eux a pu être secouru par les Arabes.

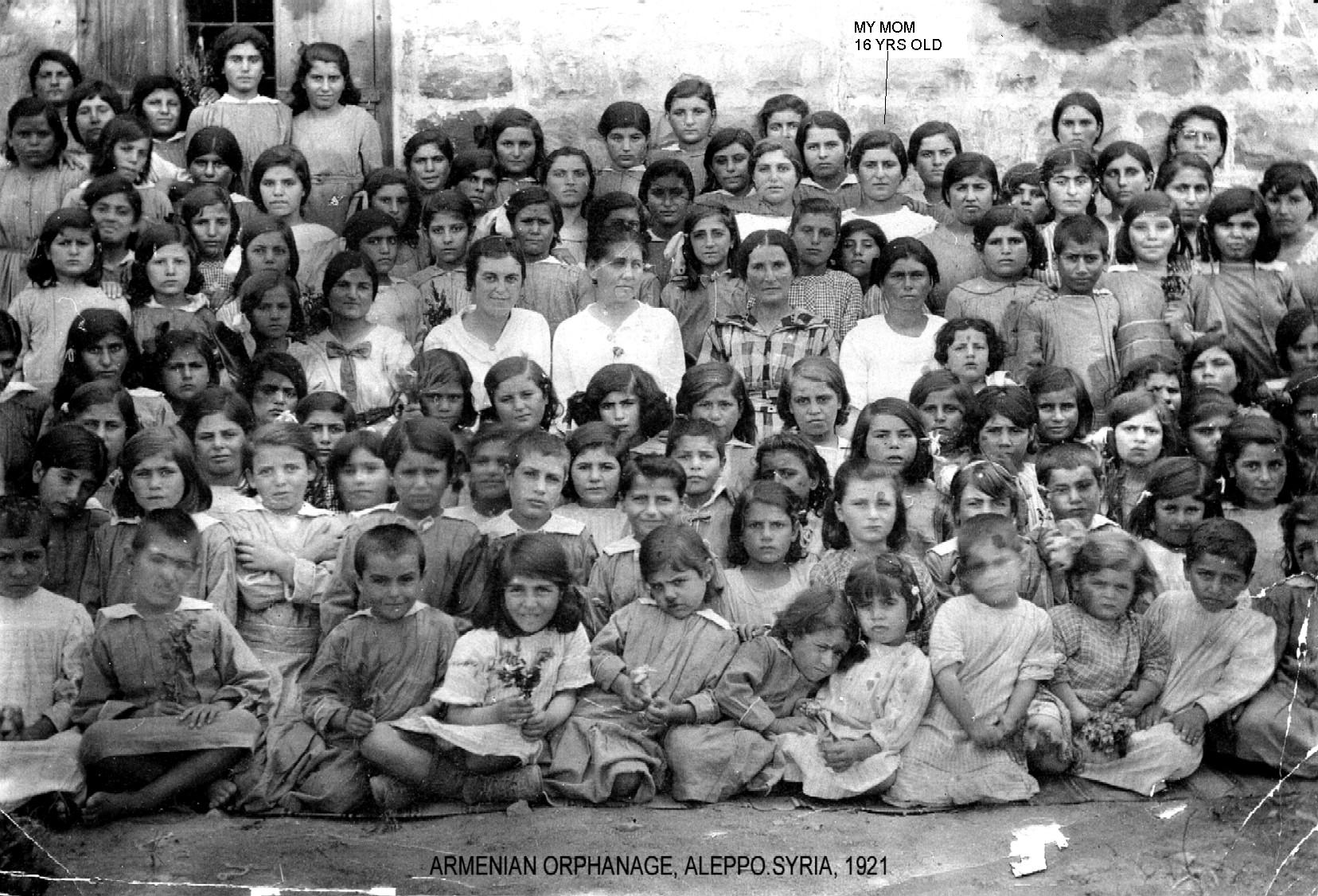
Orphelinat d'enfant arméniens survivants du génocide à Alep, 1921

En 1991, la Syrie est parmi les premiers pays à reconnaître l’indépendance de l’Arménie, tandis que l'année suivante, 1992, le président syrien Hafez Al-Assad fait un don de 6 000 tonnes de blé à l’Arménie au moment où un blocus énergétique paralysait le pays en guerre contre l’Azerbaïdjan. La Syrie met également à disposition des Arméniens une vaste zone franche dans le quartier chrétien de Tilel à Alep pour faciliter l’exportation de biens de consommation courante vers l'Arménie. Le premier président de la nouvelle République d'Arménie, Levon Ter-Petrossian est né à Alep.
En 2010, le Président syrien Bachar el-Assad encourage une normalisation des relations entre l'Arménie et la Turquie, deux pays dont il est alors proche. En 2011, à la veille de la guerre civile syrienne, environ 350 000 habitants d'origine arménienne étaient établis en Syrie, dont 150 000 dans la ville d'Alep au nord du pays, dont le quartier de Midane abrite une importante communauté arménienne.
Après le début de la guerre civile syrienne en 2011, un vol hebdomadaire continue de relier Damas et Alep à Erevan, assuré par la compagnie Cham Wings (l’aller-retour Alep-Erevan coûte 500 dollars), mais la diaspora arménienne établie en Syrie commence à quitter le pays en raison de l'insécurité. Dix ans plus tard, en 2021, seuls 10 000 Arméniens étaient encore établis en Syrie, dont 8 000 à Alep, 1 000 à Damas, 200 à Qamichli, et 100 familles à Kassab, une ville majoritairement peuplée d'Arméniens avant la guerre.

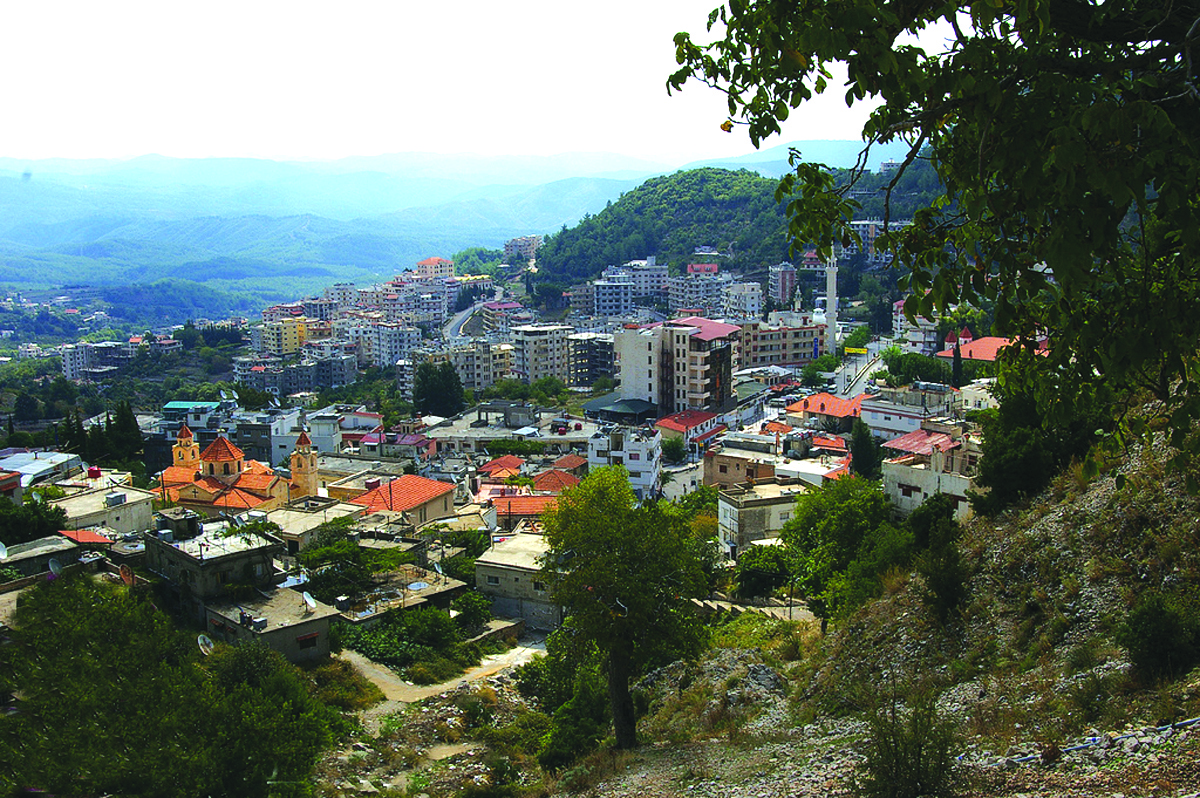
La ville syrienne de Kassab en 2010.

Cette ville est attaquée en 2014 pendant la guerre civile par des combattants islamistes pro-turcs qui en prennent le contrôle, avant d'être repoussés par l'armée syrienne appuyée par le Hezbollah libanais. Parmi les syro-arméniens qui se rendent en Arménie, seule une minorité y reste (10.000 sont établis a Erevan en 2021), la plupart de ceux qui arrivent dans le pays choisissent de repartir vers l’Amérique du nord, la France, ou l'Australie. Le régime de Damas envoie régulièrement des représentants pour tenter de les convaincre de revenir sachant qu'ils lui sont favorables, et qu'ils font partie des Syriens les plus qualifiés.

Sur le plan diplomatique, alors que la plupart des pays occidentaux ont rompu leurs relations avec Damas depuis le début de la guerre civile syrienne, et contestent fortement la légitimité de ce scrutin, mais l'Arménie maintient son ambassade à Damas. En juin 2014, le président arménien Serge Sarkissian félicite Bachar el-Assad pour sa réélection..

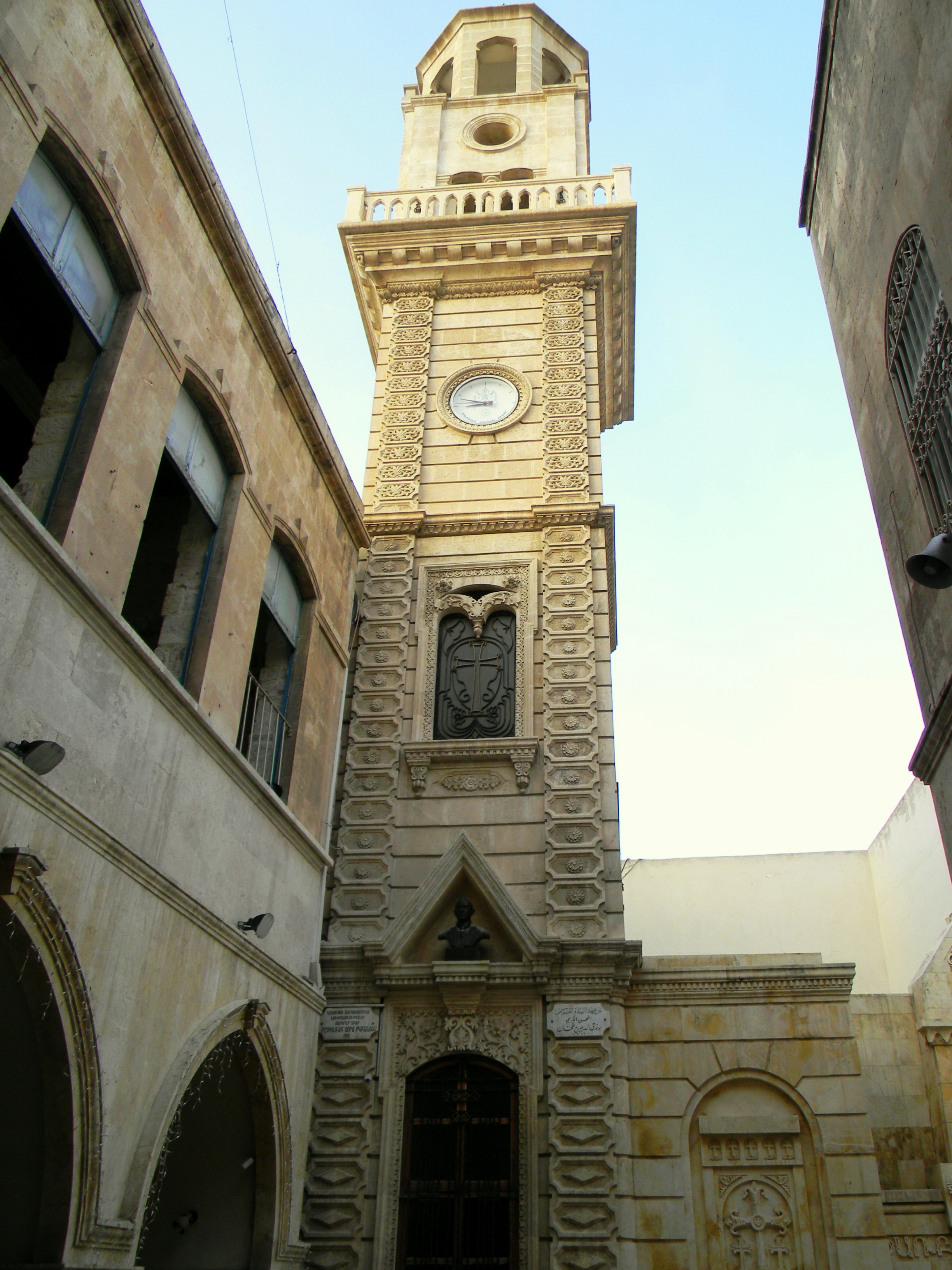
Cathédrale arménienne des Quarante-Martyrs à Alep

Entre 2015 et 2016, la Cathédrale arménienne des Quarante-Martyrs à Alep subit des dommages importants pendant la bataille d'Alep, alors que la vieille ville d'Alep où l'église est située est contrôlée par les groupes rebelles et islamistes. En décembre 2016, la ville entière repasse sous le contrôle gouvernemental, et des travaux sont entrepris pour restaurer l'édifice, où des messes sont de nouveau célébrées depuis mars 2019. En 2017, le café arménien d'Alep, célèbre symbole du multiculturalisme de la ville, rouvre ses portes après avoir également été gravement endommagé, étant situé sur la ligne de front pendant la bataille d'Alep.
Le 13 février 2021, le parlement syrien reconnaît officiellement le génocide arménien.
En 2022, le Président syrien nomme Nora Arissian, une ancienne députée de la communauté arménienne de Damas au Parlement syrien et proche de la première dame Asma Al-Assad, ambassadrice de Syrie à Erevan. Dans la foulée de sa prise de fonction, celle-ci réuni une cinquantaine d’entrepreneurs syro-arméniens pour examiner le potentiel d’une relation bilatérale syro-arménienne considérée comme sous-exploitée.

#### Relations avec le Liban
L'Arménie et le Liban entretiennent de bonnes relations bilatérales, marquées par des affinités culturelles et sociales fortes.
Le Liban est le huitième pays du monde à accueillir le plus d'Arméniens, dont le nombre au Liban était estimé à 140 000 en 2015. Une part significative d'entre eux est concentrée dans le quartier de Bourj Hammoud, au nord-est Beyrouth. Celle-ci est bien intégrée au tissu économique, social et politique du Liban, bénéficiant du caractère multi-culturel du pays, qui comme l'Arménie, est issu de la désintégration de l'Empire ottoman.

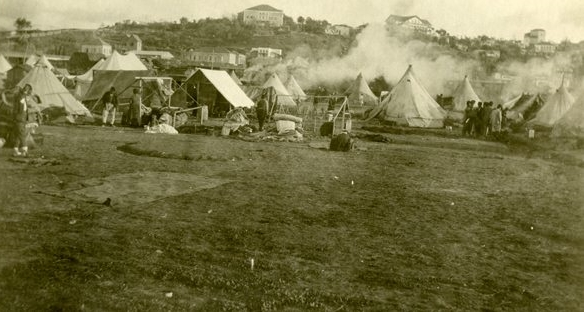
Camp de réfugiés arméniens à Beyrouth dans les années 1920

De facto, la majeure partie des Arméniens ayant émigré au Liban sont devenus libanais en même temps que leurs concitoyens, puisque le projet de création du Liban en tant qu'État indépendant existe depuis 1923, soit après le génocide de 1915-1916 qui a provoqué les plus importantes migrations. Le parlement libanais, qui fonctionne par quota communautaire, réserve six siège à la communauté arménienne du pays.
Dans les années 1950, les Arméniens ont été des acteurs majeurs de l’essor économique et artistique du Liban, bénéficiant d'un régime capitaliste favorable à entrepreneuriat pendant que l'Arménie était soviétique.
En février 2018, en rencontrant le Premier ministre arménien Serge Sargsian, le président libanais Michel Aoun déclare au sujet des Arméniens du Liban qu’« ils font partie intégrante du peuple libanais et constituent une source de richesse pour la société libanaise pluraliste, plate-forme de dialogue ».
Lors de cette même rencontre, Michel Aoun a déclaré au sujet du génocide arménien que « La non-reconnaissance des massacres passés et l’absence de reddition des comptes ont encouragé à perpétrer les massacres actuels ». Le Liban est le premier pays arabe à avoir reconnu le génocide arménien depuis un vote du parlement le 11 mai 2000.

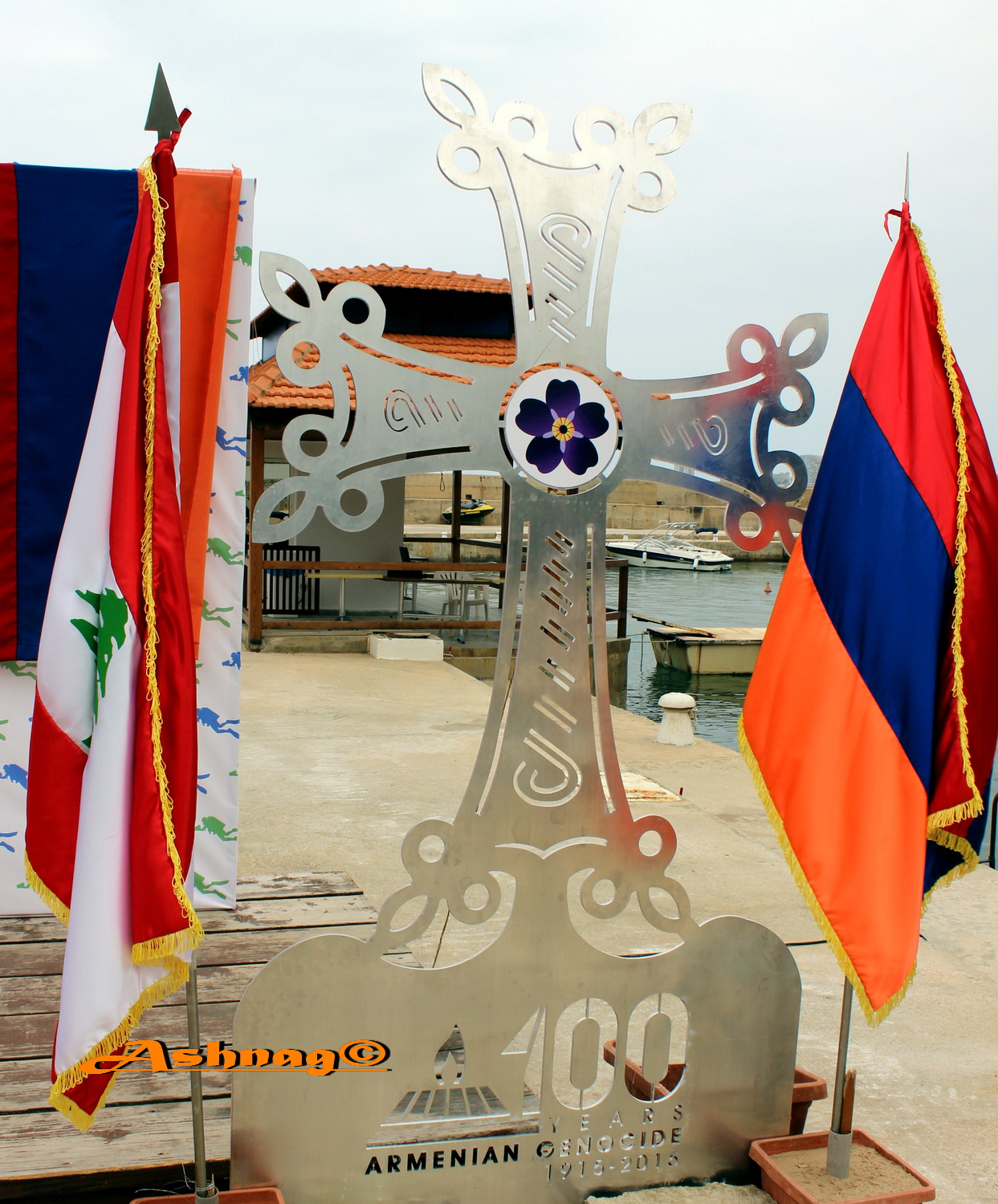
Mémorial du génocide arménien à Beyrouth

En 2012, l'adhésion de l'Arménie à la Francophonie, dont le Liban est également membre, a été un facteur de rapprochement supplémentaire entre les deux États. Sur le plan économique, les deux États coopèrent dans les secteurs bancaire, industriel, agricole et des télécommunications et des nouvelles technologies, tandis que l'Arménie participe aux forces de la FINUL au Liban-Sud, déployées pour pacifier la frontière israélo-libanaise.
Lors de la guerre de 2020 dans le Haut-Karabagh, l'Arménie et le Liban sont des alliés objectifs contre Israël, officiellement en guerre contre le Liban et proche allié de l’Azerbaïdjan en guerre avec l'Arménie.
Le 24 avril 2021, à l'occasion de la 106e commémoration du génocide arménien, le Président Michel Aoun demande que justice soit rendue aux victimes, et exhorte les pays ne l'ayant pas encore fait à le reconnaître, estimant que : « ces massacres pèsent sur la conscience du monde, sans toutefois le pousser à agir et à prendre une décision historique, permettant de distinguer le bourreau de la victime. ». Michel Aoun dresse également un parallèle avec la grande famine du Mont-Liban, considérée comme un autre génocide perpétré par les Ottomans à la même période, et qui a entraîné la disparition d'environ le tiers de la population du Mont-Liban. La ministre libanaise de la Jeunesse et des Sports, Varty Ohanian (en), elle-même d'origine arménienne, se rend le même jour à Erevan, et déclare :

« Les relations libano-arméniennes se sont renforcées lorsque des centaines de milliers d'Arméniens se sont installés sur le territoire libanais au début du siècle dernier. Ils sont devenus une composante essentielle de notre nation et y prennent pleinement part à la vie politique et aux progrès économique, social et culturel. Ils ont fait preuve d'une loyauté totale à l'égard du Liban sans abandonner leur attachement à l'Arménie. »

#### Relations avec l'Irak
Les populations d'Arménie et l'Irak ont des relations très anciennes remontant à l'époque antique de la Mésopotamie, puis ayant tous deux fait partie de l'Empire ottoman entre le XVe siècle et le XXe siècle. Après la conquête de l'Arménie par l'Union soviétique, la politique étrangère de l'Arménie est intégrée à celle de Union soviétique, dont l'Irak se rapproche après la révolution de 1958 qui renverse la monarchie pro-occidentale.
L'Arménie et l'Irak établissent des relations lorsque l'Arménie déclare son indépendance de l'Union soviétique en 1992. L'Arménie ouvre une ambassade à Bagdad en 2000 et l'Irak ouvre la sienne à Erevan un an plus tard. En 2003, l'Arménie s'oppose à l'invasion américaine de l'Irak, mais envoie des troupes pour aider la mission américaine dans le pays.
Dans les années 2010, l'Irak est l'un des partenaires commerciaux les plus importants de l'Arménie. En 2016, le commerce entre ces deux pays s'élève à plus de 140 millions de dollars, tandis que le commerce entre ces deux pays augmente de 30%.
En février 2021, le vice-ministre arménien des Affaires étrangères Artak Apitonyan et son homologue irakien Nizar Kheyrallah se rencontrent à Bagdad, et signent un accord permettant l’entrée sans visa du personnel diplomatique, ainsi qu’un protocole d’accord sur les consultations politiques entre l’es deux pays Lors de sa visite en Irak, Artak Apitonyan rencontre également le ministre irakien de l’Agriculture Mohammed al-Khafaji, le président de la Commission intergouvernementale arménienne-irakienne Rehan Hanna Ayoubi, et le primat du diocèse apostolique arménien en Irak, l'archevêque Avak Assadourian (en).

#### Relations avec les Émirats arabes unis
Depuis l'indépendance de l'Arménie, ses relations avec les Émirats arabes unis sont ambivalentes, ces derniers étant à la fois alliés de l’Azerbaïdjan, et hostiles à la Turquie, tous deux ennemis de l'Arménie. Les Émirats arabes unis et l'Arménie ont tout de même à établi des relations diplomatiques officielles, et disposent chacun d'une ambassade chez l'autre, à Abou Dabi et à Erevan. À noter également que ces deux pays non-occidentaux sont très proches de la Russie, de l'Union européenne, et des États Unis.
En avril 2019, l'émirat d'Abou Dhabi est le premier émirat à reconnaître le génocide arménien.
En janvier 2022, le président arménien Armen Sarkissian se rend à Abou Dhabi, et s'entretient entretenu avec le prince héritier et commandant en chef adjoint des forces armées, le cheikh Mohammed bin Zayed Al Nahyan. Les deux hommes d'État évoquent des relations amicales et à une coopération continue entre leurs deux pays, et abordent les questions d'investissements bilatéraux et la promotion de la coopération dans différentes sphères de l’économie.

#### Relations avec Israël
Malgré des affinités importantes entre leurs sociétés civiles, le développement des relations entre les deux gouvernements est limité par de la proximité qu'Israël entretien de longue date avec la Turquie et l'Azerbaïdjan. Ces relations ont été nouées après la création de l'État d'Israël en 1948 dans le cadre de sa « diplomatie de la périphérie », censée lui permettre de surmonter l’encerclement par des pays arabo-musulmans hostiles en nouant des liens avec le « deuxième cercle » comprenant des États musulmans non arabes.
Pendant la guerre froide, les relations entre Israël et l'Union Soviétique dont l'Arménie est membre changent plusieurs fois. L'URSS soutient officieusement Israël lors de la guerre israélo-arabe de 1948-1949 (qui fait suite à la création de l'État d'Israël en 1948) en lui livrant des armes via la Tchécoslovaquie alors qu'Israël est sous embargo de l'ONU. Les années suivantes, l'amitié d'Israël avec les États-Unis ainsi la promotion d'idéaux socialistes dans le monde arabe provoquent un rapprochement de l'URSS des pays arabes, qui leur apporte un soutien diplomatique pendant la crise du canal de Suez (1956), puis militaire pendant la guerre du Kippour (1973).
À la suite de la dislocation de l'URSS, Israël et l’Arménie nouent des relations diplomatiques officielles en avril 1992.
L'État hébreu, soucieux de ne pas froisser la Turquie, s'est toujours refusé à qualifier de génocide les massacres survenus en 1915, bien qu'une partie croissante de l'opinion israélienne réclame la remise en cause de cette posture.
En avril 2016, pendant la guerre des quatre jours, l'État d'Israël est mis en cause par l'Arménie pour avoir livré des drones à l'armée azérie. Le 12 avril 2016, Zehava Gal-On, chef groupe parlementaire du Parti socialiste israélien Meretz, exige l'arrêt de ces livraisons, déclarant que « L'Arménie et l'Azerbaïdjan sont tous deux favorables à Israël, et il est inconcevable que les armes israéliennes soient utilisées dans une guerre entre ces deux pays dans la région du Haut-Karabakh ».
En octobre 2020, dans le contexte de la reprise des affrontements armés entre l'Arménie et l’Azerbaïdjan, l'Arménie rappelle son ambassadeur auprès d'Israël pour protester contre les ventes d'armes très importantes de l'État hébreu à l'Azerbaïdjan (375 millions de dollars entre 2017 et 2019). Le ministère israélien des Affaires étrangères déclare dans un communiqué regretter cette décision, et attacher de l'importance à sa relation avec l'Arménie.
En juin 2024, dans le sillage de la reconnaissance par l'Arménie d'un État palestinien, le ministère israélien des Affaires étrangères a convoque l'ambassadeur d'Arménie pour une « réprimande sévère ».
Israël abrite une petite communauté arménienne principalement concentrée dans le quartier arménien de la vieille ville de Jérusalem.

#### Relations avec la Palestine
En juin 2024, le ministère arménien des Affaires étrangères annonce la reconnaissance de l'État de Palestine. Il y a de longue date une forte sympathie pour les Palestiniens dans la société arménienne, mais cette décision a aussi pour but de rapprocher l'Arménie de son allié et voisin iranien après la perte de son principal protecteur, la Russie.

#### Relations avec l'Égypte
L'Arménie et l'Égypte entretiennent des relations cordiales, l'Égypte étant un des premiers pays à reconnaitre l'indépendance de l'Arménie et à lier des relations diplomatiques avec Erevan. 
En mars 2024, le Premier ministre arménien Nikol Pachinian se rend au Caire où il rencontre le président égyptien Abdel Fattah al-Sissi, qui le remercie pour sa visite et déclare espérer qu'elle constituera une étape pour renforcer la coopération entre leurs deux pays « amis dans tous les domaines ».

### Relations avec l'Asie pacifique

#### Relations avec la Chine
L'Arménie entretient une forte coopération économique avec la Chine, marquée par de nombreux traités commerciaux et investissement chinois dans la République caucasienne,,,.

#### Relations avec l'Inde
En septembre 2019, les chefs d'État arménien et indien Nikol Pachinian et Narendra Modi se rencontrent à New-York en marge de la 74e Assemblée générale des Nations unies, et expriment leur satisfaction en constatant la croissance régulière des relations bilatérales entre les deux pays. Le Premier ministre indien a exprimé l'intérêt des entreprises indiennes à investir en Arménie dans les domaines de l'informatique, de l'agro-industrie, des produits pharmaceutiques, du tourisme et d'autres secteurs de l'Arménie.
L'Inde et l'Arménie ont des affinités diplomatiques assez fortes, partageant une animosité commune envers le Pakistan avec qui l'inde a été plusieurs fois en guerre, et étant le seul pays de l'ONU à refuser de reconnaître l'Arménie en tant qu'État. Ainsi, en raison de la politique pakistanaise en faveur de l'Azerbaïdjan et de la Turquie, l'Arménie soutient la position indienne sur le conflit du Cachemire.
En septembre 2022, à la suite d'une attaque azéris de deux jours contre l'Arménie qui fait 300 morts dans les deux camps, l'Arménie augmente fortement son budget de défense, et passe avec l'Inde un contrat d'importation d'armes de 244 millions de dollars comprenant des missiles antichars et des lance-roquettes multiples Pinaka, de fabrication indienne. C’est le plus gros contrat d’armement conclue entre les deux pays, mais ce n’est pas le premier : en 2020, l’Inde avait livré à l’Arménie quatre pour 40 millions de dollars.